# 스마트폰

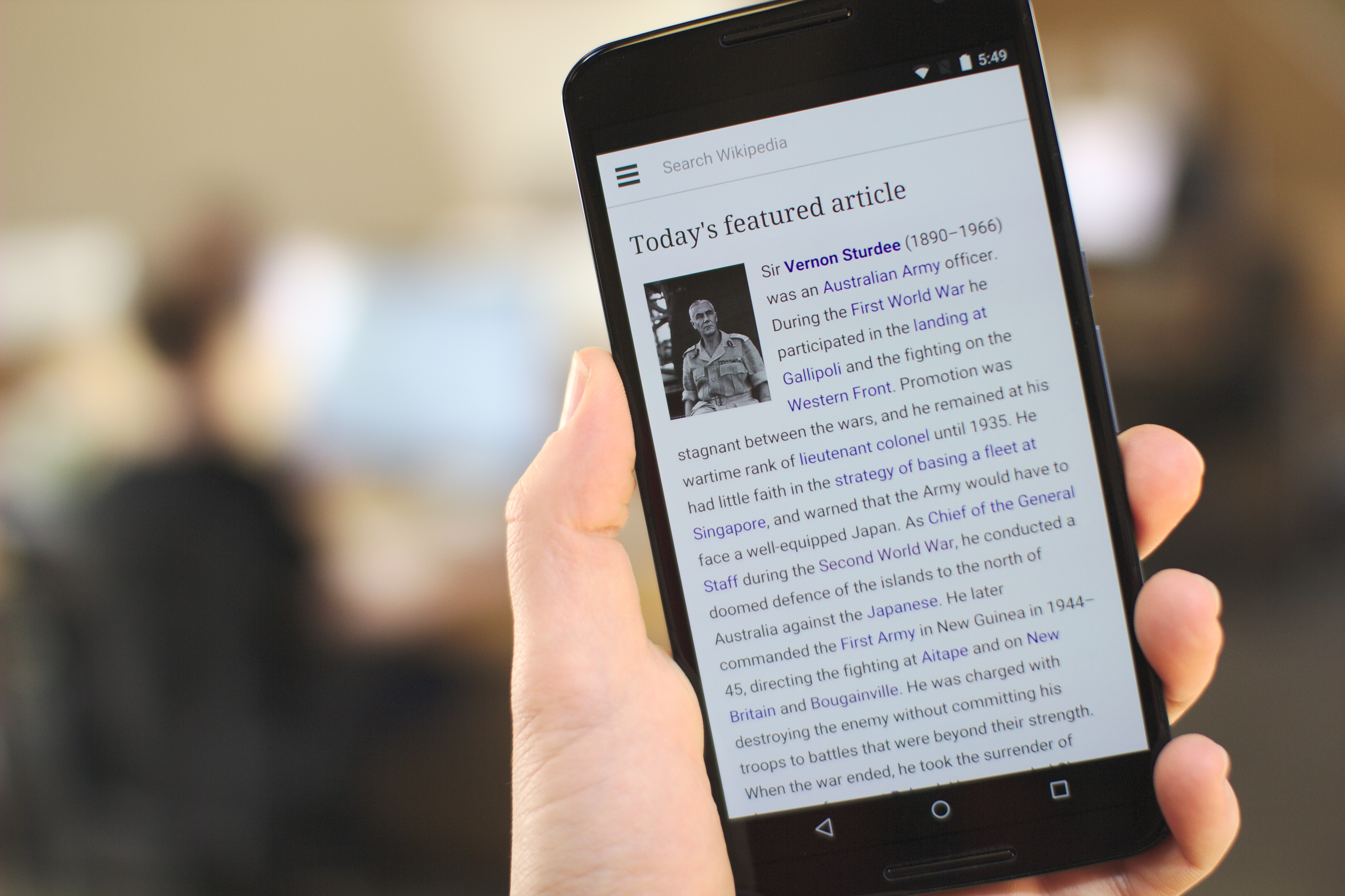
넥서스 6, 안드로이드 스마트폰이 영어 위키백과의 대문을 표시하고 있다.

스마트폰(영어: smartphone)은 기존 휴대 전화의 기능과 고급 컴퓨팅 기능을 결합한 모바일 장치이다. 일반적으로 터치스크린 인터페이스를 갖추고 있어 사용자는 웹 브라우징, 전자우편, 소셜 미디어와 같은 광범위한 애플리케이션 및 서비스, 그리고 멀티미디어 재생 및 스트리밍에 액세스할 수 있다. 스마트폰에는 내장 사진기, GPS 및 음성 통화, 텍스트 메시징 및 인터넷 기반 메시징 앱을 포함한 다양한 통신 방법 지원 기능이 있다. 스마트폰은 고급 하드웨어 기능과 광범위한 모바일 운영체제, 인터넷 액세스, 비즈니스 애플리케이션, 모바일 결제 및 음악, 비디오, 게임, 인터넷 라디오, 텔레비전을 포함한 멀티미디어 기능으로 구형 피처폰과 구별된다.
스마트폰은 일반적으로 금속-산화물-반도체(MOS) 집적 회로(IC) 칩, 다양한 센서 및 여러 무선 통신 프로토콜을 지원하는 기능을 갖추고 있다. 스마트폰 센서의 예로는 가속도계, 기압계, 자이로스코프, 자기계 등이 있으며, 이러한 센서는 미리 설치된 소프트웨어와 타사 소프트웨어 모두에서 기능을 향상하는 데 사용될 수 있다. 스마트폰에서 지원하는 무선 통신 표준에는 LTE, 5G NR, 와이파이, 블루투스 및 위성 항법 시스템이 포함된다. 2020년대 중반까지 제조업체들은 위성 메시징 및 긴급 서비스를 통합하여 셀룰러 네트워크를 안정적으로 사용할 수 없는 외딴 지역에서의 유용성을 확장하기 시작했다. 스마트폰은 개인 정보 단말기(PDA) 장치, 핸드헬드/팜 크기 PC, 포터블 미디어 플레이어(PMP), 자동 초점 카메라, 캠코더, 그리고 덜하지만 휴대용 콘솔 게임기, 전자책 단말기 장치, 공학용 계산기, GPS 추적 장치 등을 대부분 대체했다.
2000년대 후반 아이폰의 인기가 높아지면서 대부분의 스마트폰은 물리적 키보드 대신 멀티터치 제스처를 지원하는 대형 정전식 터치스크린을 갖춘 얇고 슬레이트형 폼 팩터를 특징으로 했다. 대부분의 최신 스마트폰은 사용자가 중앙 집중식 앱 스토어에서 추가 애플리케이션을 다운로드하거나 구매할 수 있는 기능을 가지고 있다. 이들은 종종 클라우드 스토리지 및 클라우드 동기화, 가상 비서 기능을 지원한다. 2010년대 초반부터 개선된 하드웨어와 더 빠른 무선 통신은 스마트폰 산업의 성장을 촉진했다. 2014년 기준, 매년 전 세계적으로 10억 대 이상의 스마트폰이 판매된다. 2019년에만 전 세계적으로 15억 4천만 대의 스마트폰이 출하되었다. 2020년 기준, 전 세계 인구의 75.05%가 스마트폰 사용자였다.

## 역사
초기 스마트폰은 주로 기업 시장을 겨냥하여 독립형 개인 정보 단말기 장치의 기능과 셀룰러 전기 통신 지원 기능을 연결하려고 시도했지만, 부피가 큰 형태, 짧은 배터리 수명, 느린 아날로그 셀룰러 네트워크 및 무선 데이터 서비스의 미성숙으로 인해 제한적이었다. 이러한 문제는 MOS 트랜지스터의 기하급수적 스케일링 및 서브마이크론 수준으로의 소형화(무어의 법칙), 개선된 리튬 이온 전지, 더 빠른 디지털 모바일 데이터 네트워크(에드홈의 법칙), 그리고 데이터 제공업체와 독립적으로 모바일 장치 생태계가 발전할 수 있도록 하는 더 성숙한 소프트웨어 플랫폼의 개발로 궁극적으로 해결되었다.
2000년대에는 NTT 도코모의 I-모드 플랫폼, 블랙베리, 노키아의 심비안 플랫폼, 윈도우 모바일이 시장 점유율을 확보하기 시작했으며, 종종 QWERTY 키보드 또는 저항식 터치스크린 입력을 특징으로 하고 푸시 이메일 및 무선 인터넷 액세스를 강조했다.

### 선구자

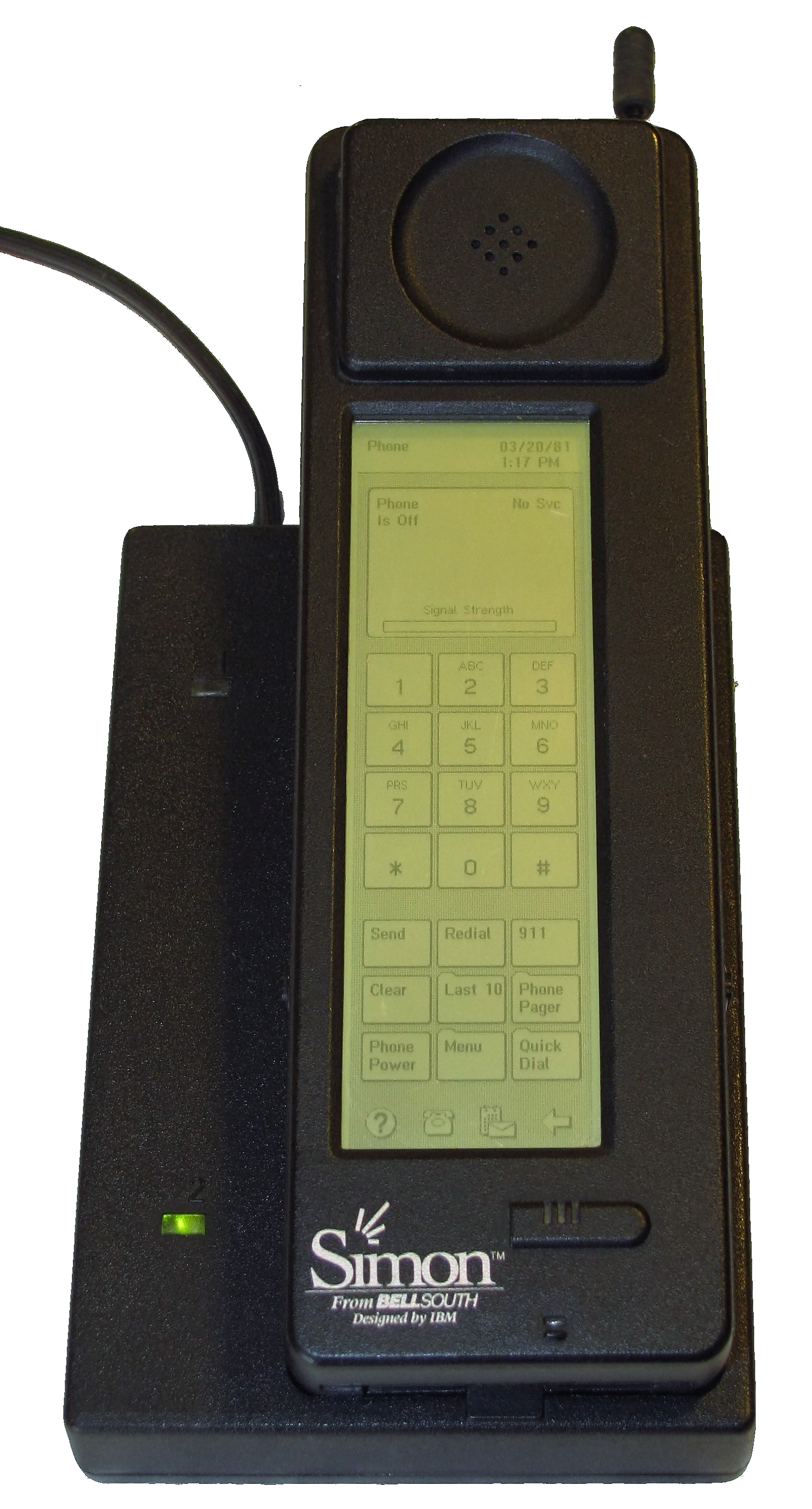
IBM 사이먼 및 충전기 (1994)

1990년대 초, IBM 엔지니어 프랭크 J. 캐노바는 칩 및 무선 기술이 핸드헬드 장치에 사용될 수 있을 만큼 작아지고 있다고 생각했다. 최초로 상업적으로 "스마트폰"이라고 불릴 수 있는 장치는 1992년 IBM에서 캐노바가 개발한 "앙글러(Angler)"라는 프로토타입으로 시작되었으며, 같은 해 11월 컴덱스 컴퓨터 산업 박람회에서 시연되었다. 개선된 버전은 1994년 벨사우스에 의해 사이먼 퍼스널 커뮤니케이터라는 이름으로 소비자에게 판매되었다. 터치스크린이 장착된 사이먼은 셀룰러 통화를 걸고 받을 수 있을 뿐만 아니라 팩스와 전자우편을 보내고 받을 수 있었다. 주소록, 달력, 약속 스케줄러, 계산기, 세계 시계, 메모장, 그리고 지도, 주식 보고서, 뉴스 등 다른 비전적인 모바일 애플리케이션도 포함했다.
IBM 사이먼은 미쓰비시 전기에서 제조했으며, 자사의 셀룰러 라디오 기술과 기능을 통합했다. 액정 디스플레이(LCD)와 PC 카드를 지원했다. 사이먼은 특히 부피가 큰 폼 팩터와 제한된 배터리 수명으로 인해 상업적으로 성공하지 못했다. 이는 1990년대 휴대폰에 일반적으로 사용되는 니켈-금속 수소화물 전지나 현대 스마트폰에 사용되는 리튬 이온 전지 대신 니카드 전지를 사용했기 때문이다.
"스마트폰(smart phone)"이라는 용어(두 단어)는 사이먼이 출시된 지 1년 후에야 만들어졌으며, 1995년 AT&T의 PhoneWriter Communicator를 묘사하는 데 처음 인쇄되었다.
"스마트폰(smartphone)"이라는 용어(한 단어)는 1997년 에릭슨이 새로운 장치 개념인 GS88을 묘사하기 위해 처음 사용했다.

### PDA/전화기 하이브리드
1990년대 중반부터 후반에 걸쳐 많은 사람들이 팜 OS, 뉴턴 OS, 심비안 OS 또는 윈도우 CE/포켓 PC와 같은 초기 운영 체제를 실행하는 별도의 전용 PDA 장치를 사용했다. 이러한 운영 체제는 나중에 초기 모바일 운영 체제로 발전했다. 이 시대의 "스마트폰" 대부분은 기존의 친숙한 PDA OS와 기본 전화 하드웨어를 결합한 하이브리드 장치였다. 그 결과는 전용 휴대폰이나 PDA보다 부피가 컸지만 제한된 양의 셀룰러 인터넷 액세스를 허용하는 장치였다. PDA 및 휴대폰 제조업체는 장치 크기를 줄이는 데 경쟁했다. 이러한 스마트폰의 부피와 높은 비용 및 비싼 데이터 요금제, 확장 제한 및 분리된 독립형 장치에 비해 짧은 배터리 수명과 같은 다른 단점들이 결합되어 일반적으로 "얼리 어댑터" 및 휴대용 연결이 필요한 비즈니스 사용자에게 인기가 제한적이었다.
1996년 3월, 휴렛 팩커드는 HP 200LX 팜톱 PC에 노키아 2110 휴대폰을 피기백하고 이를 지원하는 ROM 기반 소프트웨어를 추가한 옴니고 700LX를 출시했다. 이 제품은 640 × 200 해상도 CGA 호환 4단계 회색조 LCD 화면을 갖추고 있었으며, 전화를 걸고 받을 수 있고, 문자 메시지, 이메일, 팩스를 만들고 받을 수 있었다. 또한 DOS 5.0과 100% 호환되어 윈도우 초기 버전을 포함한 수천 개의 기존 소프트웨어 타이틀을 실행할 수 있었다.

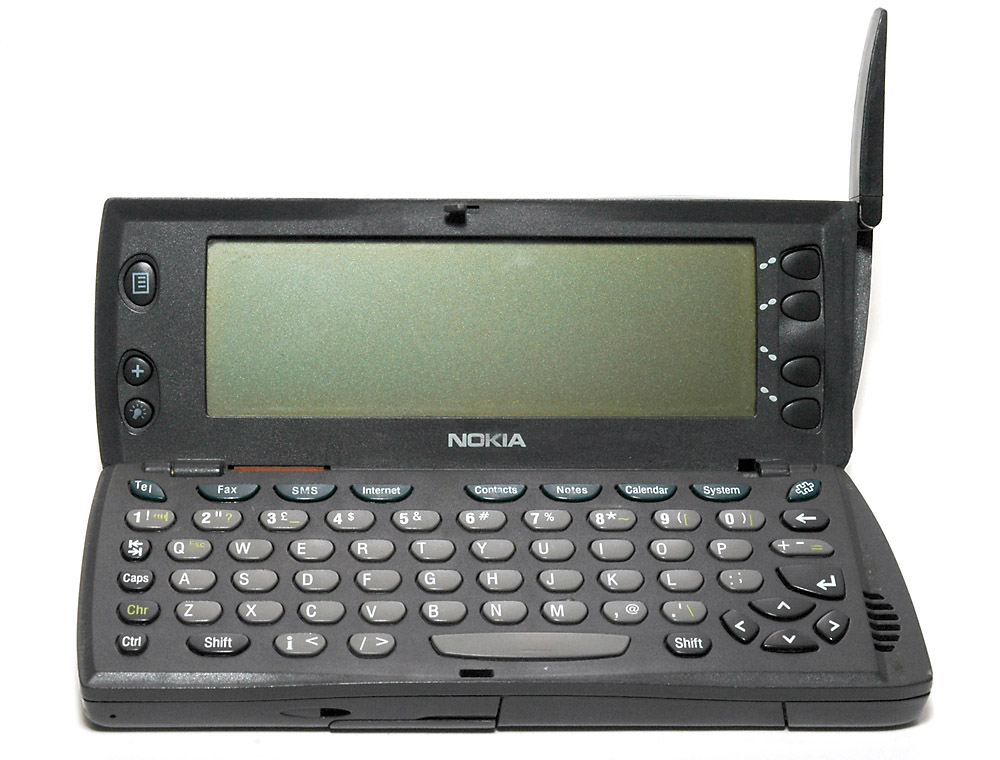
키보드에 접근하기 위해 열린 노키아 9110 커뮤니케이터.

1996년 8월, 노키아는 노키아 2110을 기반으로 지오워크스의 PEN/GEOS 3.0 운영 체제가 통합된 디지털 셀룰러 PDA인 노키아 9000 커뮤니케이터를 출시했다. 두 구성 요소는 클램셸 디자인으로 알려진 힌지로 연결되었으며, 디스플레이는 위에 있고 물리적 QWERTY 자판은 아래에 있었다. PDA는 이메일; 달력, 주소록, 계산기 및 노트북 애플리케이션; 텍스트 기반 웹 브라우징; 그리고 팩스를 주고받을 수 있었다. 닫았을 때, 이 장치는 디지털 셀룰러 전화로 사용될 수 있었다.
1999년 6월, 퀄컴은 CDMA 디지털 PCS 스마트폰에 Palm PDA 및 인터넷 연결 기능이 통합된 "pdQ 스마트폰"을 출시했다.
그 후의 기념비적인 장치들은 다음과 같다:
- 에릭슨 모바일 커뮤니케이션스의 Ericsson R380 (2000년 12월)[17]는 나중에 심비안이라고 명명된 운영 체제를 실행하는 최초의 전화기였다(EPOC 5를 실행했으며, EPOC 6에서 심비안 OS로 이름이 바뀌었다). 이 전화기는 PDA 기능과 스타일러스를 사용하는 저항식 터치스크린에서의 제한적인 웹 브라우징 기능을 갖추고 있었다.[18][19] 이 전화기는 "스마트폰"으로 판매되었지만,[20] 사용자는 장치에 자체 소프트웨어를 설치할 수 없었다.
- 교세라 6035 (2001년 2월),[21] Palm OS PDA 운영 체제와 CDMA 휴대폰 펌웨어가 분리된 이중 장치였다. PDA 소프트웨어가 전화 하드웨어를 연결된 모뎀으로 처리하여 제한적인 웹 브라우징을 지원했다.[22][23]
- 노키아 9210 커뮤니케이터 (2001년 6월),[24] 노키아의 Series 80 플랫폼 (v1.0)으로 심비안 (릴리스 6)을 실행하는 최초의 전화기였다. 이는 추가 애플리케이션 설치를 허용하는 최초의 심비안 전화 플랫폼이었다. 노키아 9000 커뮤니케이터와 마찬가지로, 내부에 전체 물리적 QWERTY 자판을 갖춘 대형 클램셸 디자인 장치였다.
- 핸드스프링의 Treo 180 (2002), 통신, SMS 메시징 및 인터넷 액세스 기능이 OS에 내장된 GSM 휴대폰에 팜 OS를 완전히 통합한 최초의 스마트폰이다. 180 모델에는 엄지 키보드가 있었고, 180g 버전에는 키보드 대신 그래피티 필기 인식 영역이 있었다.[25]

### 일본 휴대폰
1999년, 일본 무선 통신 제공업체 NTT 도코모는 초당 9.6 킬로비트의 데이터 전송 속도를 제공하고 온라인 쇼핑과 같은 플랫폼을 통해 웹 서비스에 액세스할 수 있는 새로운 모바일 인터넷 플랫폼인 I-모드를 출시했다. NTT 도코모의 I-모드는 cHTML을 사용했는데, 이는 장치의 데이터 속도를 높이기 위해 기존 HTML의 일부 측면을 제한하는 언어였다. 제한된 기능, 작은 화면, 제한된 대역폭으로 인해 전화기는 더 느린 데이터 속도를 사용할 수 있었다. I-모드의 부상은 NTT 도코모가 2001년 말까지 약 4천만 명의 가입자를 확보하는 데 도움을 주었으며, 일본 시장에서 시가총액 1위, 전 세계 2위를 차지했다.
일본 휴대폰은 점점 더 전 세계 표준 및 추세에서 벗어나 일본 시장에 특별히 맞춰진 다른 형태의 고급 서비스 및 스마트폰과 유사한 기능을 제공했다. 예를 들어 모바일 결제 및 쇼핑, NFC를 통해 모바일 지갑 기능으로 대중교통 요금, 포인트 카드, 신분증, 이벤트 티켓, 쿠폰, 송금 등을 위한 스마트카드를 대체할 수 있게 되었고, 음악 벨소리, 게임, 만화와 같은 다운로드 가능한 콘텐츠, 그리고 원세그 모바일 텔레비전 등이 있었다. 일본 제조업체가 만든 전화기는 맞춤형 펌웨어를 사용했지만, 타사 애플리케이션 개발을 위한 표준화된 모바일 운영 체제를 아직 갖추고 있지 않아 소프트웨어와 생태계가 매우 발전된 피처폰과 유사했다. 다른 피처폰과 마찬가지로 추가 소프트웨어 및 서비스는 제공업체와의 파트너십 및 거래가 필요했다.
전화기와 통신사 간의 통합 정도, 고유한 전화 기능, 비표준화된 플랫폼, 그리고 일본 문화에 대한 맞춤화로 인해 일본 제조업체는 휴대폰을 수출하기 어려웠다. 특히 일본 내 수요가 너무 높아 회사들이 추가 수익을 위해 다른 곳을 찾아야 할 필요성을 느끼지 못했다.
다른 시장에서의 3G 기술의 부상과 강력한 표준화된 스마트폰 운영 체제, 앱 스토어, 고급 무선 네트워크 기능을 갖춘 비일본 휴대폰의 등장은 비일본 휴대폰 제조업체가 마침내 일본 시장에 진입할 수 있도록 했으며, 이모지, 모바일 결제, NFC 등 일본 휴대폰 기능을 점차 채택하여 전 세계로 확산시켰다.

### 초기 스마트폰

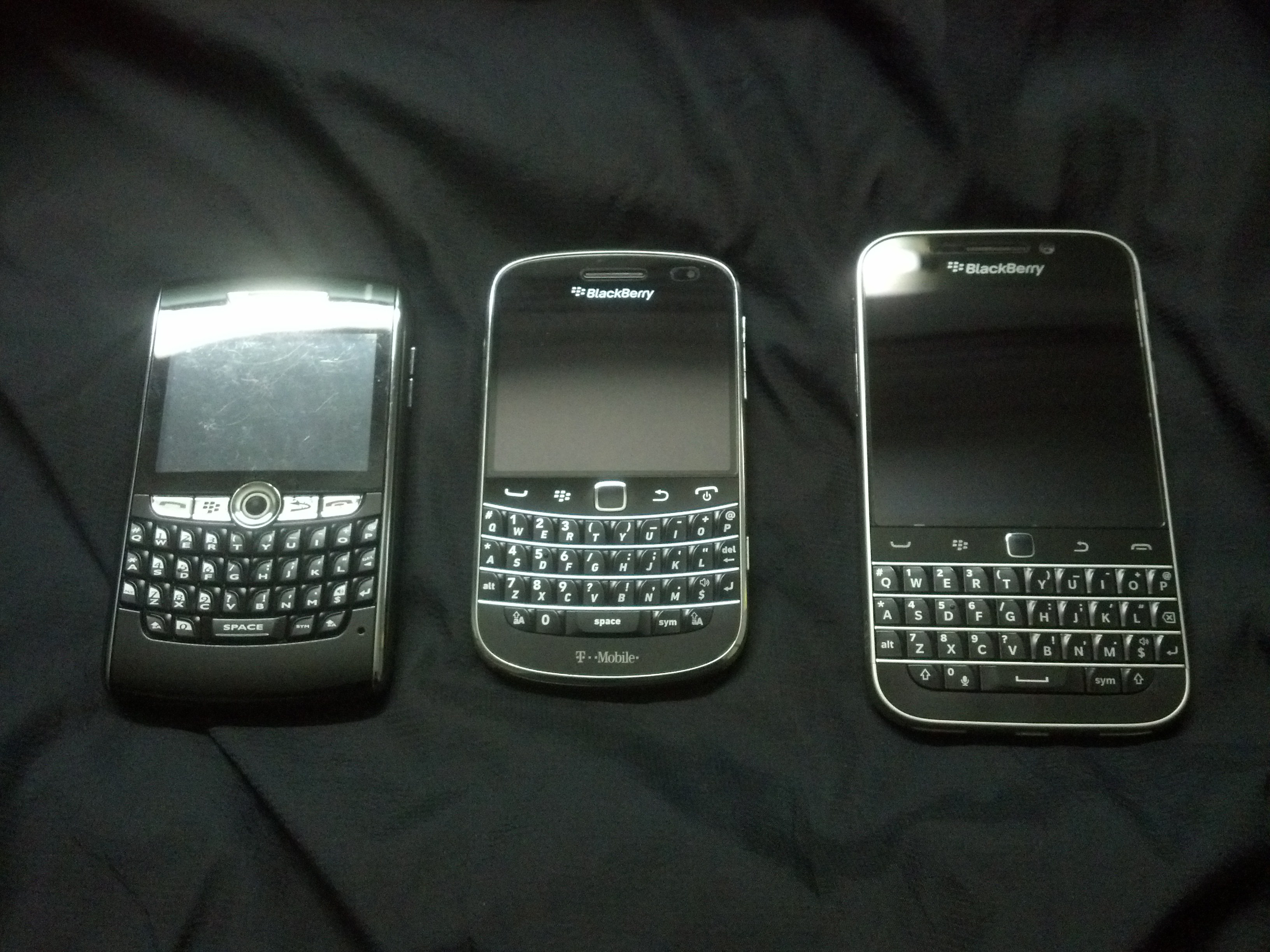
2000년대 중후반에 매우 인기가 많았던 블랙베리 스마트폰 몇 대.

상당한 데이터 연결을 효과적으로 사용한 전화기는 일본 외에서는 2002년 Danger Hiptop이 출시될 때까지 드물었으며, 이는 T-Mobile Sidekick으로 미국 소비자들 사이에서 적당한 성공을 거두었다. 이후 2000년대 중반에 미국 비즈니스 사용자들은 마이크로소프트의 윈도우 모바일, 그리고 블랙베리 스마트폰을 사용하기 시작했다. 미국 사용자들은 블랙베리의 중독성 때문에 2006년 "CrackBerry"라는 용어를 대중화했다. 미국에서는 비싼 데이터 요금제와 셀룰러 데이터 네트워크 사용을 피할 수 있는 와이파이 기능 장치의 상대적 희귀성으로 인해 스마트폰의 채택이 주로 비즈니스 전문가 및 "얼리 어댑터"로 제한되었다.
미국과 일본 외에서는 노키아가 심비안을 기반으로 한 스마트폰으로 성공을 거두고 있었는데, 이 심비안은 원래 Psion이 개인 정보 단말기를 위해 개발한 것이며 2000년대 중반부터 후반까지 유럽에서 가장 인기 있는 스마트폰 OS였다. 처음에는 노키아의 심비안 스마트폰은 당시의 윈도우 모바일 및 블랙베리 장치와 유사하게 E시리즈를 통해 비즈니스에 중점을 두었다. 2002년부터 노키아는 엔터테인먼트 중심의 N시리즈로 인기를 얻으며 소비자 중심 스마트폰을 생산하기 시작했다. 2010년까지 심비안은 세계에서 가장 널리 사용되는 스마트폰 운영 체제였다.
팜 OS, 나중에 윈도우 모바일이 된 "포켓 PC" 버전, 그리고 심비안 OS 장치에 펜 기반 PDA용으로 원래 설계된 UIQ 인터페이스와 같은 개조된 운영 체제의 터치스크린 PDA 파생 특성으로 인해 일부 초기 스마트폰은 스타일러스 기반 인터페이스를 갖게 되었다. 이를 통해 가상 키보드 및 필기 입력이 가능해 아시아 문자를 쉽게 입력할 수 있었다.
2000년대 중반까지 대부분의 스마트폰에는 물리적 QWERTY 자판이 있었다. 대부분은 블랙베리 라인, 윈도우 모바일 스마트폰, 팜 트레오, 그리고 일부 E시리즈와 같은 "키보드 바" 폼 팩터를 사용했다. 일부는 Danger Hiptop 라인과 같이 슬라이딩 폼 팩터에 전체 물리적 QWERTY 키보드를 숨겼다. 일부는 N시리즈와 E시리즈의 다른 모델과 같이 T9 텍스트 입력을 사용하는 숫자 키패드만 있었다. 스타일러스 기반 인터페이스를 갖춘 저항식 터치스크린은 일부 스마트폰, 예를 들어 팜 트레오에서 여전히 발견할 수 있었는데, 이 제품은 키보드 대신 그래피티 버전으로 제공되는 몇몇 초기 모델 이후 필기 입력을 중단했다.

### 폼 팩터 및 운영 체제 변화

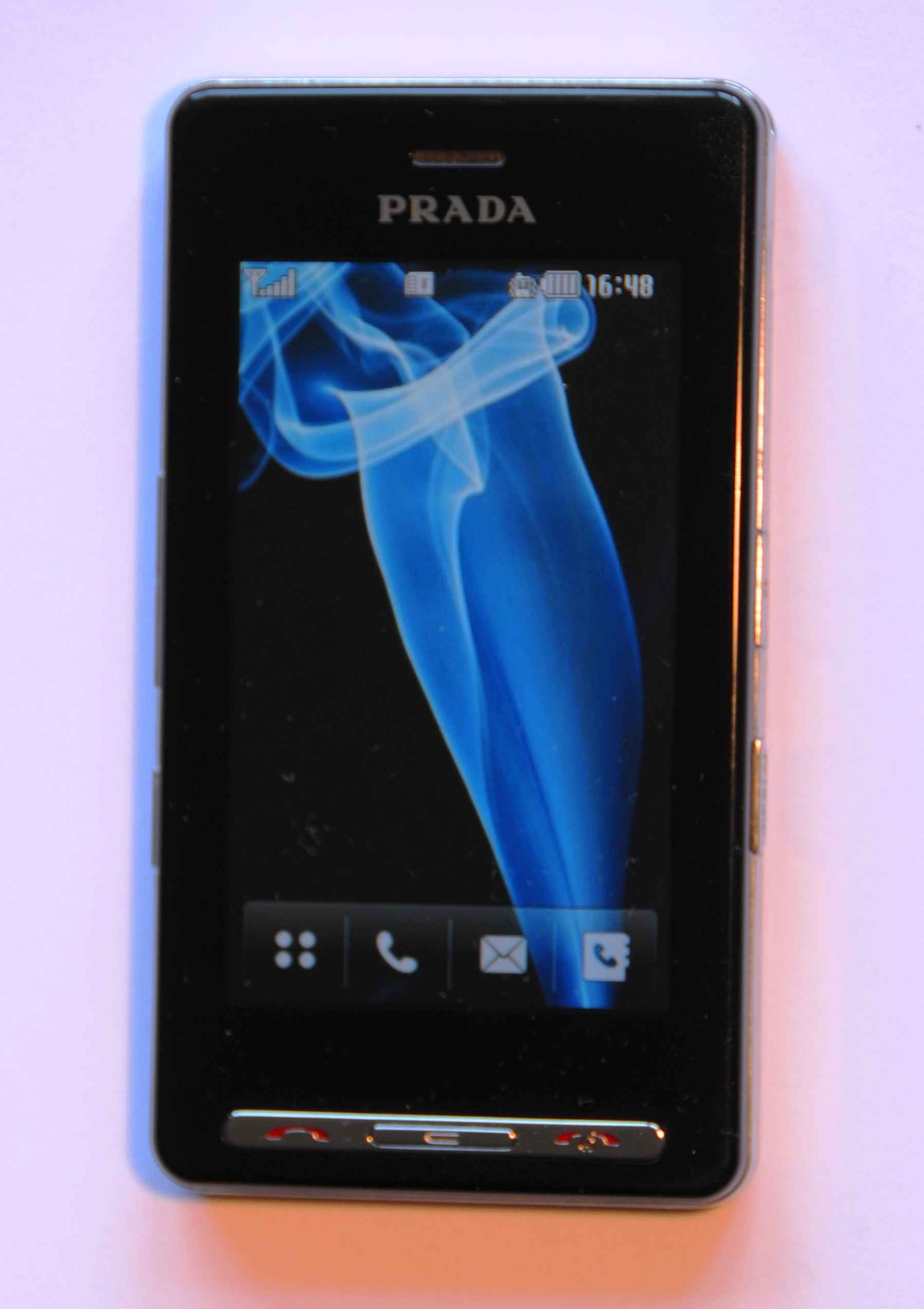
2006년 출시된 대형 정전식 터치스크린을 갖춘 LG 프라다.

초기 애플 아이폰; 2007년 출시 이후 일반적인 스마트폰 폼 팩터는 물리적 키패드 없이 대형 터치스크린 소프트웨어 인터페이스로 바뀌었다.

2000년대 후반과 2010년대 초반에는 스마트폰 인터페이스가 물리적 키보드 및 키패드 장치에서 대형 손가락 작동식 정전식 터치스크린으로 전환되었다. 대형 정전식 터치스크린을 탑재한 최초의 전화기는 2006년 12월 LG가 발표한 LG 프라다였다. 이것은 이탈리아 명품 디자이너 프라다와 협력하여 만든 패셔너블한 피처폰으로, 3인치 240x400 픽셀 화면, 144p 비디오 녹화 기능이 있는 2메가픽셀 디지털 카메라, LED 플래시, 그리고 셀카용 소형 거울이 장착되어 있었다.
2007년 1월, 애플 컴퓨터는 아이폰을 출시했다. 이 제품은 3.5인치 정전식 터치스크린을 탑재했으며, 당시 대부분의 스마트폰 화면의 두 배에 달하는 해상도를 제공했고, 사진, 지도, 웹 페이지를 확대/축소하기 위한 "핀칭"과 같은 제스처를 허용하는 멀티터치를 전화기에 도입했다. 아이폰은 당시 스마트폰의 전형적인 스타일러스, 키보드 또는 키패드 사용을 포기하고 대형 터치스크린을 주요 상호 작용 수단으로 직접 손가락 입력을 사용하는 최초의 대중 시장 대상 장치라는 점에서 주목할 만했다.
아이폰의 운영 체제는 또한 (구형 휴대폰이 지원하고 PDA 및 피처폰에서 개조된) 구형 운영 체제에서 벗어나, WML, cHTML, 또는 XHTML과 같은 기술을 사용하여 특별히 형식화된 페이지를 렌더링할 수 있는 제한된 간소화된 웹 브라우저를 사용할 필요 없이 애플 사파리 브라우저의 버전을 실행하여 전체 웹사이트를 렌더링할 수 있을 만큼 강력한 운영 체제로 전환되었다. 모바일폰을 위해 특별히 설계되지 않았다.
이후 애플은 아이폰에 내장된 온디바이스 앱 스토어를 제공하는 소프트웨어 업데이트를 출시하여 타사 소프트웨어의 직접 무선 다운로드를 가능하게 했다. 이러한 중앙 집중식 앱 스토어와 무료 개발자 도구는 고가의 개발자 도구와 여러 플랫폼용 애플리케이션을 제공하는 타사 소스에 대한 의존도를 대체하여 모든 스마트폰 플랫폼의 소프트웨어 소프트웨어 개발, 소프트웨어 배포, 검색, 인스톨레이션, 결제를 위한 새로운 주요 패러다임이 되었다.
강력한 소프트웨어 디자인의 이점은 고급 애플리케이션과 대형 정전식 터치스크린을 지원하기에 충분했고, 다른 스마트폰 OS 플랫폼인 안드로이드의 개발에 영향을 미쳤다. 구글 엔지니어들은 당시 터치스크린이 물리적 키보드와 버튼을 완전히 대체할 수 없다고 생각했기 때문에 블랙베리와 유사한 프로토타입 장치는 폐기하고 슬라이드식 물리적 키보드가 있는 터치스크린 장치를 선호했다. 안드로이드는 수정된 리눅스 커널을 기반으로 하며, PDA 및 피처폰에서 개조된 모바일 운영 체제보다 더 많은 기능을 제공한다. 최초의 안드로이드 장치인 HTC 드림은 2008년 9월에 출시되었다.
2012년, 에이수스는 PadFone이라는 변환 가능한 도킹 시스템을 실험하기 시작했다. 이 시스템에서는 독립형 핸드셋을 필요에 따라 통합 보조 배터리가 있는 태블릿 크기의 화면 장치에 삽입하여 사용할 수 있었다.
2013년과 2014년에 삼성은 컴팩트 카메라와 스마트폰의 하이브리드 조합을 실험하여 갤럭시 S4 줌과 K 줌을 출시했다. 이 두 모델은 모두 10배 광학 줌 렌즈와 수동 매개변수 설정(수동 노출 및 초점 포함)이 통합되어 있었는데, 이는 스마트폰에 널리 적용되기 몇 년 전이었다. S4 줌은 렌즈 주위에 회전식 노브 링과 삼각대 마운트도 갖추고 있었다.
화면 크기가 커졌지만, 제조업체들은 유용성과 견고성을 희생하면서 스마트폰을 더 얇게 만들려고 시도했다. 얇은 프레임은 구부러지기 쉽고 부품, 즉 배터리 용량을 위한 공간이 적기 때문이다.

#### 운영 체제 경쟁

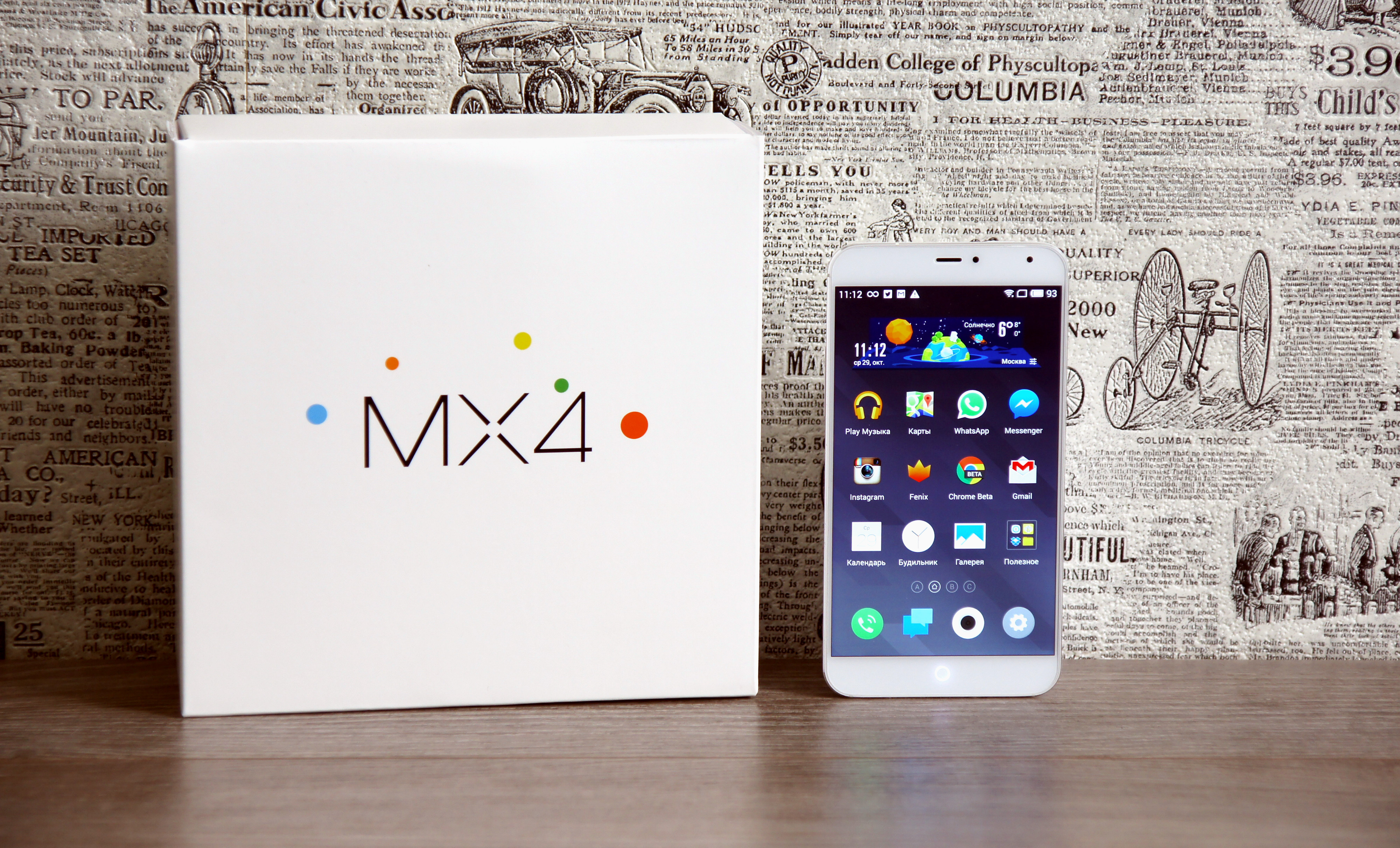
메이주 MX4에 플라이미 OS가 설치된 모습.

아이폰과 이후 터치스크린 전용 안드로이드 장치들은 슬레이트 폼 팩터를 대중화시켰으며, 물리적 키보드 및 키패드 중심의 이전 플랫폼은 쇠퇴하게 되었다. 나중에 홈, 뒤로, 메뉴, 작업, 검색 버튼과 같은 내비게이션 키도 비물리적 터치 키, 그리고 가상 화면 내 내비게이션 키로 점점 더 대체되었으며, 일반적으로 작업 키를 길게 누르면 짧은 메뉴 키 누름을 시뮬레이션하는 것과 같은 액세스 조합이 사용되었다. 최근의 "베젤 없는" 유형은 내비게이션 키를 시뮬레이션하기 위해 손실된 디스플레이 영역을 보상하기 위해 화면 표면 공간이 장치의 전면 하단으로 확장되었다. 가상 키는 더 많은 잠재적 사용자 정의 기능을 제공하지만, 화면 회전 및 사용되는 소프트웨어에 따라 위치가 일관되지 않을 수 있다.
여러 공급업체는 안드로이드 및 아이폰과 더 잘 경쟁하기 위해 기존 스마트폰 플랫폼 및 장치를 업데이트하거나 교체하려고 시도했다. 팜은 2009년 후반에 팜 Pre를 위한 웹OS라는 새로운 플랫폼을 공개하여 팜 OS를 대체했는데, 이는 작업 기반 "카드" 메타포와 다양한 온라인 서비스 간의 원활한 동기화 및 통합(당시 스마트폰이 사용자 데이터의 "정식, 권위 있는 저장소" 역할을 하기 위해 PC가 필요하다는 기존 개념과는 대조적)에 중점을 두었다. HP는 2010년에 팜을 인수하고 Pre 3 및 HP 터치패드 태블릿을 포함한 여러 webOS 장치를 출시했다. 소비자 사업의 제안된 매각의 일환으로 기업 소프트웨어에 중점을 두기 위해 HP는 2011년 8월에 향후 webOS 장치 개발을 갑자기 중단했고, 2013년에는 LG전자에 webOS 권한을 판매하여 스마트 TV 플랫폼으로 사용하게 했다.
리서치 인 모션은 2010년에 수직 슬라이딩 BlackBerry Torch와 블랙베리 OS 6을 선보였다. 이 버전은 재설계된 사용자 인터페이스, 핀치-투-줌과 같은 제스처 지원, 그리고 아이폰과 동일한 웹킷 렌더링 엔진을 기반으로 한 새로운 웹 브라우저를 특징으로 했다. 다음 해, RIM은 블랙베리 OS 7과 Bold 및 Torch 라인의 새로운 모델을 출시했는데, 여기에는 키보드와 함께 터치스크린이 있는 새로운 Bold, 그리고 물리적 키보드를 포함하지 않는 최초의 블랙베리 전화기인 Torch 9860이 포함되었다. 2013년에는 기존 블랙베리 OS를 QNX 기반의 블랙베리 10이라는 개편된 플랫폼으로 대체했으며, 전체 터치 방식 BlackBerry Z10과 키보드가 장착된 Q10을 출시 장치로 내놓았다.
2010년, 마이크로소프트는 윈도우 모바일을 대체할 윈도우 폰을 공개했으며, 플랫 디자인과 타이포그래피를 중심으로 한 새로운 터치스크린 중심 사용자 인터페이스, 앱의 업데이트 피드를 포함하는 "라이브 타일"이 있는 홈 화면, 그리고 통합 마이크로소프트 오피스 앱을 특징으로 했다. 2011년 2월, 노키아는 마이크로소프트와 주요 파트너십을 체결했다고 발표했는데, 이에 따라 모든 미래 스마트폰에 윈도우 폰을 독점적으로 사용하고, 마이크로소프트의 Bing 검색 엔진과 빙 맵스(파트너십의 일환으로 노키아 맵스 데이터도 라이선스할 예정)를 모든 미래 장치에 통합할 예정이었다. 이 발표로 인해 심비안과 미고—인텔과 공동 개발 중이던 리눅스 기반 모바일 플랫폼—둘 다 포기하게 되었다. 노키아의 저가형 루미아 520은 강력한 수요를 보였고 윈도우 폰이 일부 시장에서 틈새 인기를 얻는 데 기여했으며, 2013년에는 블랙베리를 제치고 세계 시장 점유율을 차지했다.
2012년 6월 중순, 메이주는 자체 모바일 운영 체제인 플라이미 OS를 출시했다.
안드로이드 및 아이폰과 경쟁하려는 이러한 시도 중 상당수는 오래가지 못했다. 10년 동안 두 플랫폼은 스마트폰 판매 및 시장 점유율에서 명확한 복점이 되었으며, 블랙베리, 윈도우 폰 및 기타 운영 체제는 결국 측정할 수 없는 시장 점유율로 정체되거나 사라졌다. 2015년에 블랙베리는 자체 모바일 플랫폼에서 벗어나 보안이 강화된 소프트웨어 배포에 중점을 둔 안드로이드 장치를 생산하기 시작했다. 다음 해에는 하드웨어 시장에서 철수하여 소프트웨어 및 기업 미들웨어에 더 중점을 둘 것이라고 발표했으며, 미래 장치에 대해 블랙베리 브랜드와 안드로이드 배포판을 TCL과 같은 타사 OEM에 라이선스하기 시작했다.
마이크로소프트에 대한 판매가 완료되기 전에 노키아는 노키아 X라는 안드로이드 기반 스마트폰 시리즈를 신흥 시장에 출시했는데, 이는 안드로이드 기반 플랫폼과 윈도우 폰 및 노키아의 피처폰 플랫폼 아샤의 요소를 결합하여 구글 대신 마이크로소프트 및 노키아 서비스를 사용했다.
2013년 9월, 마이크로소프트는 스티브 발머 CEO의 "장치 및 서비스" 회사 전략의 일환으로 노키아의 모바일 장치 사업을 71억 달러에 인수할 의향을 발표했다. 윈도우 폰과 루미아 라인(전체 윈도우 폰 장치 판매량의 거의 90%를 차지)의 성장에도 불구하고, 이 플랫폼은 핵심 미국 시장에서 상당한 시장 점유율을 확보하지 못했으며, 마이크로소프트는 이후 몇 년 동안 윈도우 폰의 모멘텀을 유지할 수 없었고, 사용자 및 앱 개발자의 관심 감소로 이어졌다. 발머가 마이크로소프트 CEO에서 사티아 나델라 (소프트웨어 및 클라우드 컴퓨팅에 더 중점을 둔)로 교체된 후, 2015년 7월 노키아 자산에 대해 76억 달러의 상각을 단행하고 2016년 5월에는 거의 모든 마이크로소프트 모바일 사업부를 해고했다.

### 사진기 발전

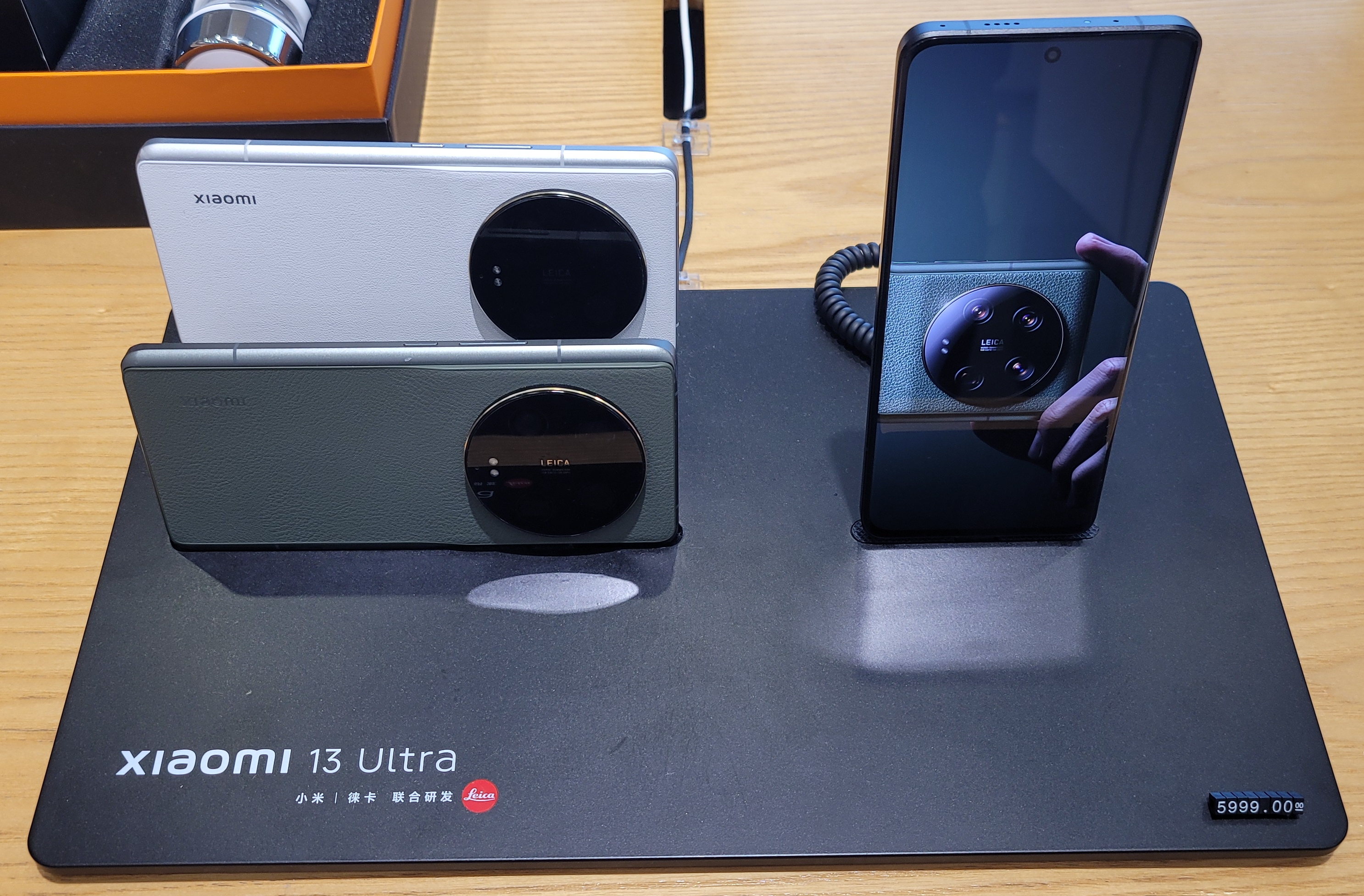
샤오미 13 울트라에는 라이카 수미크론 카메라 시스템이 탑재되어 있다.

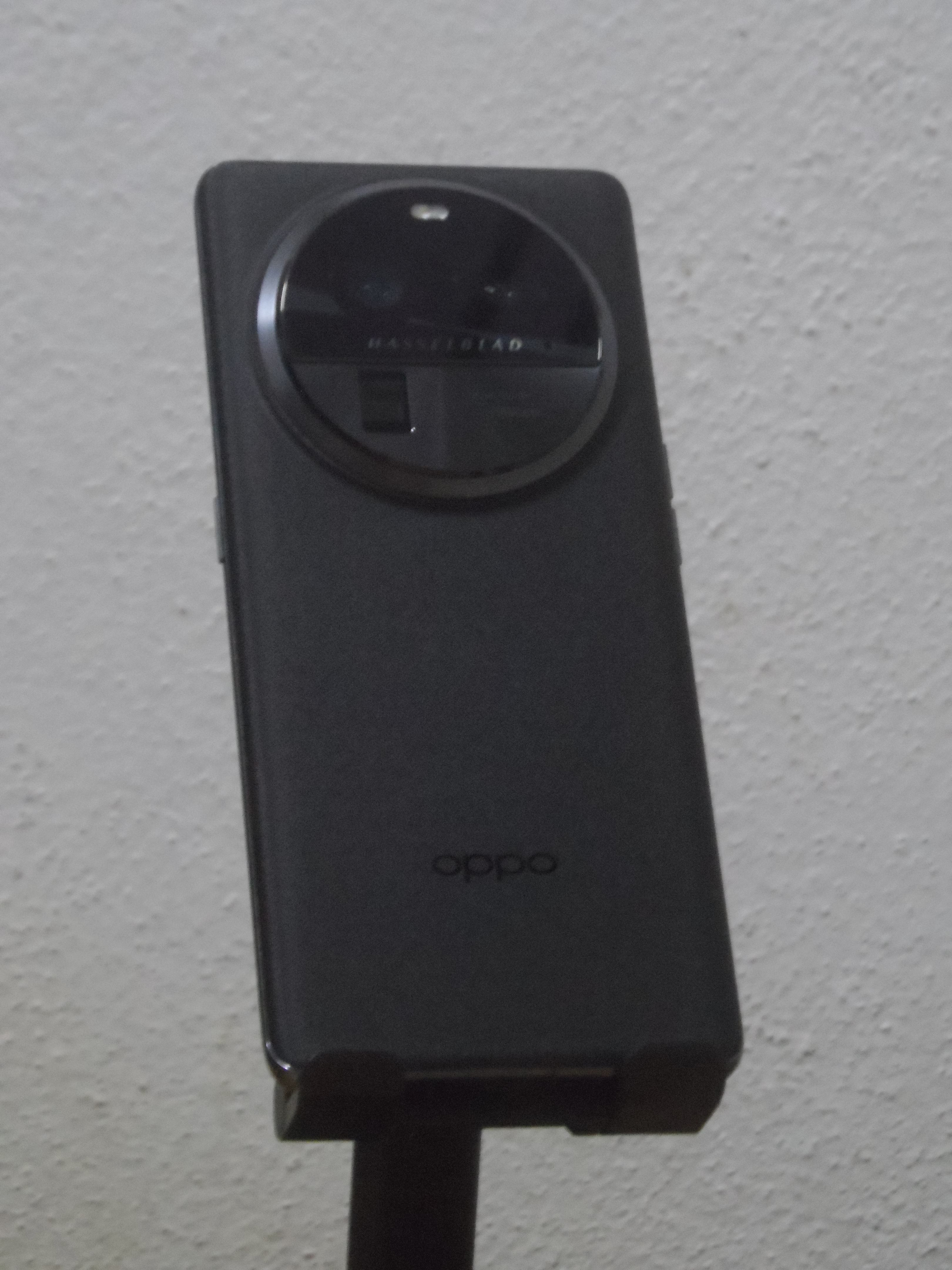
오포 Find X6에는 핫셀블라드와 공동 개발한 소프트웨어 기반 튜닝 기능이 탑재되어 있다.

최초의 상업용 카메라폰은 1999년 5월 일본에서 출시된 교세라 Visual Phone VP-210이었다. 당시에는 "모바일 비디오폰"이라고 불렸으며, 11만 화소 전면 카메라를 갖추고 있었다. 일본의 개인 휴대폰 시스템 (PHS) 셀룰러 네트워크를 통해 초당 최대 두 장의 이미지를 전송할 수 있었고, 최대 20장의 JPEG 디지털 이미지를 저장하여 이메일로 전송할 수 있었다. 최초의 대중 시장용 카메라폰은 2000년 11월 일본에서 판매된 Sharp J-Phone 모델인 J-SH04였다. 휴대폰 전기 통신을 통해 즉시 사진을 전송할 수 있었다.
2000년대 중반까지 고급 휴대 전화에는 일반적으로 디지털 카메라가 통합되어 있었다. 2003년에는 카메라폰이 독립형 디지털 카메라보다 더 많이 팔렸고, 2006년에는 필름 및 디지털 독립형 카메라보다 더 많이 팔렸다. 5년 동안 50억 대의 카메라폰이 판매되었으며, 2007년까지 전체 휴대폰 설치 기반의 절반 이상이 카메라폰이었다. 독립형 카메라 판매는 2008년에 정점을 찍었다.
많은 초기 스마트폰에는 카메라가 전혀 없었고, 카메라가 있는 초기 모델은 성능이 낮고 이미지 및 비디오 품질이 부족하여 저렴한 포켓 카메라와 경쟁할 수 없었으며 사용자의 요구를 충족시키지 못했다. 2010년대 초반까지 거의 모든 스마트폰에는 디지털 카메라가 통합되었다. 우발적인 사진 촬영, 손쉬운 이미지 조작, 앱 및 웹 기반 서비스를 사용하여 직접 사진 공유 기능에 대한 카메라 기술이 빠르게 발전하는 스마트폰 사용이 증가하면서 독립형 카메라 판매 감소가 가속화되었다. 2011년까지 카메라가 내장된 휴대폰은 연간 수억 대가 판매되고 있었다. 2015년 디지털 카메라 판매량은 3539만 5천 대였으며, 이는 디지털 카메라 판매량의 정점의 3분의 1 미만이었고 필름 카메라 판매량의 정점보다 약간 적었다.
사진 촬영을 위해 전용 카메라보다 스마트폰 사용이 인기를 끄는 데 기여하는 요인으로, 소형 포켓 카메라는 이미지에서 보케를 생성하기 어렵지만, 요즘 일부 스마트폰에는 보케 효과를 쉽게 재현하고 촬영 후 보케 수준을 재정렬할 수 있는 듀얼 렌즈 카메라가 있다. 이는 다른 초점 설정으로 여러 이미지를 캡처한 다음, 메인 이미지의 배경을 접사 촬영과 결합하여 작동한다.
2007년 노키아 N95는 대부분의 다른 스마트폰 카메라가 3MP 이하 또는 2MP 미만이었던 반면 5.0 메가픽셀(MP) 카메라를 탑재한 스마트폰으로 주목받았다. 같은 해 후반에 출시된 LG 뷰티, 삼성 SGH-G800, 소니 에릭슨 K850i와 같은 일부 특화된 피처폰도 5.0 MP 카메라를 갖추고 있었다. 2010년까지 5.0 MP 카메라는 보편적이었으며, 일부 스마트폰은 8.0 MP 카메라를 갖추고 있었고 노키아 N8, Sony Ericsson Satio, 그리고 삼성 픽손12 피처폰은 12 MP를 갖추고 있었다. 2009년 노키아 N86의 메인 카메라는 독특하게 3단계 조리개 렌즈를 특징으로 했다.
14메가픽셀 스마트폰으로 3배 광학 줌 렌즈와 720p HD 비디오 카메라가 탑재된 알텍 레오(Altek Leo)가 2010년 후반에 출시되었다.
2011년, 닌텐도 3DS가 출시된 해에 HTC는 에보 3D를 공개했다. 이 제품은 공간 이미징을 위한 듀얼 500만 화소 후면 카메라 설정을 갖춘 3D 휴대폰으로, 최초의 후면 카메라가 두 개 이상인 휴대폰 중 하나였다.
2012년 삼성 갤럭시 S3는 음성 명령을 사용하여 사진을 캡처하는 기능을 도입했다.
2012년, 노키아 808 퓨어뷰를 발표하고 출시했는데, 41메가픽셀 1/1.2인치 센서와 고해상도 f/2.4 자이스 전 비구면 렌즈가 특징이다. 고해상도는 이미지 센서 크롭을 사용하여 1080p에서 4배, 720p에서 6배의 무손실 디지털 줌을 가능하게 한다. 2013년 노키아 루미아 1020은 유사한 고해상도 카메라 설정을 갖추고 있으며, 고급 휴대폰에서 흔히 볼 수 있기 몇 년 전부터 광학 흔들림 보정 및 수동 카메라 설정을 추가했지만, 이에 상응하는 높은 파일 크기에 유용할 수 있는 확장 가능한 저장 공간은 부족했다.
모바일 광학 흔들림 보정은 2012년 노키아의 루미아 920에서 처음 도입되었으며, 광학적으로 안정화된 전면 카메라를 탑재한 최초의 스마트폰은 2016년 HTC 10이다. 광학 흔들림 보정은 저조도 사진 촬영 시 노출 시간을 연장하고 흔들림이 모니터 또는 텔레비전과 같은 대형 디스플레이에서 확대되어 시청 경험에 해로울 수 있으므로 손떨림 비디오 흔들림을 부드럽게 한다.
2012년부터 스마트폰은 동영상 촬영 중 사진을 찍는 기능이 점점 더 많아졌다. 이러한 사진의 해상도는 장치마다 다를 수 있다. 삼성은 비디오의 종횡비에서 가장 높은 이미지 센서 해상도를 사용했으며, 이는 갤럭시 S3에서 16:9 비율로 6메가픽셀(3264 × 1836), 갤럭시 S4에서 9.6메가픽셀(4128 × 2322)이다. 이러한 기능을 갖춘 최초의 아이폰인 아이폰 5와 5s는 촬영 중 0.9메가픽셀(1280 × 720)로 동시 사진을 캡처했다.
2013년 엑스페리아 Z1부터 소니는 떠다니는 텍스트, 가상 식물, 화산, 풍경 속을 걷는 공룡과 같은 실시간 증강 현실 카메라 효과를 실험했다. 애플은 나중에 2017년 아이폰 X에서도 유사하게 구현했다.
같은 해, iOS 7은 나중에 널리 구현된 뷰파인더 직관을 도입했는데, 여기서 노출값은 탭으로 초점과 노출을 설정한 후, 심지어 잠금 상태에서도 잠시 누르고 있으면 수직 스와이프로 조정할 수 있다. 일부 장치에서는 이러한 직관이 비디오/슬로우 모션 모드 및 전면 카메라에 대해 소프트웨어에 의해 제한될 수 있다.
2013년, 삼성은 갤럭시 S4 줌 스마트폰을 공개했는데, 이 스마트폰은 컴팩트 카메라의 그립 모양과 10배 광학 줌 렌즈, 그리고 고급 컴팩트 카메라에 사용되는 렌즈 주변의 회전식 노브 링, ISO 1222 삼각대 마운트가 특징이었다. 초점 및 노출을 포함한 수동 매개변수 설정이 가능하다. 후속작인 2014년 갤럭시 K 줌은 해상도와 성능을 향상시켰지만, 노브 링과 삼각대 마운트가 없어 렌즈 돌출이 적은 스마트폰과 유사한 모양을 가질 수 있었다.
2014년 파나소닉 루믹스 DMC-CM1은 휴대폰과 컴팩트 카메라를 혼합하려는 또 다른 시도였으며, 너무나도 루믹스 브랜드의 이름을 따왔다. 광학 줌은 없지만, 이미지 센서는 루믹스 DMC-LX100 및 소니 사이버샷 DSC-RX100 시리즈와 같은 고급 컴팩트 카메라에 사용되는 1인치 포맷을 가지며, 일반적인 모바일 카메라 이미지 센서 표면 크기의 몇 배에 달한다. 또한 최대 ISO 25600의 감광도를 지원하며, 이는 일반적인 모바일 카메라의 감광도 범위를 훨씬 넘어선다. 2021년 기준, 후속작은 출시되지 않았다.
2013년과 2014년에 HTC는 One M7과 M8에 픽셀 수를 희생하고 픽셀 표면 크기를 늘리는 실험을 했다. 두 모델 모두 4메가픽셀에 불과했지만 UltraPixel로 마케팅되어 저조도에서 밝기와 노이즈 감소를 개선했다고 주장했다. 하지만 최신 One M8에는 광학 흔들림 보정 기능이 없다.
One M8은 또한 듀얼 카메라 설정을 갖춘 최초의 스마트폰 중 하나였다. 소프트웨어는 3D 패닝, 날씨 효과 및 초점 조정("UFocus")과 같은 시각적 공간 효과를 생성하여 라이트 필드 카메라로 생성된 이미지의 사진 후 선택적 초점 기능을 시뮬레이션할 수 있다. HTC는 2015년 One M9에서 고화소 단일 카메라 설정으로 돌아왔다.
한편, 2014년 LG 모바일은 후면 레이저 빔이 거리를 측정하여 자동 초점을 가속화하는 시간 비행 카메라 기능을 실험하기 시작했다.
위상차 자동 초점은 2010년대 중반에 걸쳐 점점 더 많이 채택되어 대조 감지보다 더 빠르고 정확한 초점 조절을 가능하게 했다.
2016년 애플은 듀얼 카메라 설정을 대중화한 전화기 중 하나인 아이폰 7 플러스를 출시했다. 아이폰 7 플러스는 12MP 메인 카메라와 12MP 망원 카메라를 포함했다. 2018년 초 화웨이는 화웨이 P20 프로라는 새로운 플래그십 전화기를 출시했는데, 이는 라이카 렌즈를 탑재한 최초의 트리플 카메라 렌즈 설정 중 하나였다. 2018년 후반, 삼성은 세계 최초의 쿼드 카메라 설정을 갖춘 새로운 중급 스마트폰 갤럭시 A9 (2018)를 출시했다. 노키아 9 퓨어뷰는 2019년에 펜타 렌즈 카메라 시스템을 특징으로 출시되었다.
2019년에는 더 많은 빛을 포착하기 위해 픽셀 비닝을 사용하는 고해상도 센서가 상용화되었다. 소니와 삼성에서 개발한 48MP 및 64MP 센서는 여러 제조업체에서 일반적으로 사용된다. 108MP 센서는 2019년 후반과 2020년 초에 처음으로 구현되었다.

#### 동영상 해상도
| 해상도          | 첫 출시 연도 |
| --------------- | ------------ |
| 720p (HD)       | 2009         |
| 720p (60fps)    | 2012         |
| 1080p (Full HD) | 2011         |
| 1080p (60fps)   | 2013         |
| 2160p (4K)      | 2013         |
| 2160p (60fps)   | 2017         |
| 4320p (8K)      | 2020         |

더 높은 픽셀 속도에서 컴퓨팅 작업 부하 요구 사항을 처리할 수 있는 더 강력한 칩셋으로 인해 모바일 비디오 해상도 및 프레임 레이트는 수년간 전용 소비자 등급 카메라를 따라잡았다.
2009년 삼성 옴니아 HD는 720p HD 비디오 녹화 기능을 갖춘 최초의 휴대폰이 되었다. 같은 해 애플은 아이폰 3GS에 480p로 비디오 녹화 기능을 처음 도입했으며, 2007년 초기 아이폰과 2008년 아이폰 3G는 비디오 녹화 기능이 전혀 없었다.
720p는 2010년에 삼성 갤럭시 S, 소니 에릭슨 엑스페리아 X10, 아이폰 4, HTC 디자이어 HD와 같은 스마트폰에서 더 널리 채택되었다.
2010년대 초반에는 모바일 비디오 해상도가 급격히 증가했다. 1080p 모바일 비디오 녹화는 2011년 삼성 갤럭시 S2, HTC 센세이션, 아이폰 4s에서 달성되었다.
2012년과 2013년에는 720p 60 프레임/초 촬영이 가능한 일부 장치들이 출시되었다. 에이수스 패드폰 2와 HTC 원 M7이 그 예시이며, 삼성, 소니, 애플의 플래그십 모델과는 달랐다. 그러나 2013년 삼성 갤럭시 S4 줌은 이를 지원한다.
2013년 삼성 갤럭시 노트 3는 30 프레임/초로 2160p (4K) 비디오 녹화 기능과 부드러움을 위해 1080p를 60 프레임/초로 두 배로 늘린 기능을 도입했다.
다른 공급업체들은 2014년에 2160p 녹화 기능을 채택했으며, 여기에는 광학적으로 안정화된 LG G3도 포함된다. 애플은 2015년 후반에 아이폰 6s 및 6s 플러스에 이 기능을 처음 구현했다.
2160p에서의 프레임 레이트는 2017년과 2018년에 아이폰 8, 갤럭시 S9, LG G7, 원플러스 6를 시작으로 60으로 두 배가 되었다.
칩셋의 충분한 컴퓨팅 성능과 이미지 센서 해상도 및 읽기 속도는 2020년에 모바일 4320p (8K) 촬영을 가능하게 했으며, 삼성 갤럭시 S20 및 Redmi K30 Pro와 함께 도입되었다. 그러나 개발 과정에서 1440p (2.5K), 2880p (5K), 3240p (6K)를 포함한 일부 상위 해상도 수준은 생략되었다. 삼성 갤럭시 전면 카메라의 1440p는 예외이다.
중급
중급 스마트폰 시리즈에서는 더 높은 비디오 해상도 도입이 플래그십 모델에 비해 초기에는 2~3년 지연되었다. 720p는 2012년에 삼성 갤럭시 S3 미니, 소니 엑스페리아 고를 포함하여 널리 채택되었고, 1080p는 2013년에 삼성 갤럭시 S4 미니와 HTC 원 미니에 채택되었다.
1080p를 초과하는 비디오 해상도의 확산은 몇 년 동안 연기되었다. 중급 소니 엑스페리아 M5는 2016년에 2160p 촬영을 지원했지만, 삼성의 중급 시리즈인 갤럭시 J 및 A 시리즈는 기술적인 이유로 2019년까지 6년 동안 1080p 해상도 및 어떤 해상도에서도 30 프레임/초로 엄격하게 제한되었다.
설정
낮은 비디오 해상도 설정은 저장 공간과 전력 소비를 줄여 녹화 시간을 연장하는 데 유리할 수 있다.
일부 스마트폰의 카메라 소프트웨어는 해상도, 프레임 레이트, 비트레이트에 대한 별도의 제어 기능을 갖추고 있다. 이러한 제어 기능을 갖춘 스마트폰의 예로는 LG V10이 있다.

#### 슬로우 모션 동영상
다른 카메라 소프트웨어 간의 차이점은 고속 프레임률 비디오 푸티지를 저장하는 데 사용되는 방법인데, 최근 휴대폰은 이미지 센서의 원본 출력 프레임률과 오디오를 모두 유지하는 반면, 이전 휴대폰은 오디오를 녹화하지 않고 비디오를 늘려서 기본 속도로 느리게 재생할 수 있도록 한다.
초기 휴대폰에서 사용된 늘린 인코딩 방식은 일반적으로 구형 장치에서 발견되는 수동 재생 속도 제어 기능이 없는 비디오 플레이어 소프트웨어에서도 슬로우 모션 재생을 가능하게 하지만, 슬로우 모션 효과를 달성하는 것이 목표라면, 최신 휴대폰에서 사용되는 실시간 방식은 비디오 편집에 더 큰 유연성을 제공한다. 이 방식에서는 푸티지의 느려진 부분을 사용자가 자유롭게 선택하고 별도의 비디오로 내보낼 수 있다. 이를 위한 기본적인 비디오 편집 소프트웨어는 일반적으로 미리 설치되어 있다. 비디오는 선택적으로 일반(실시간) 속도로 재생될 수 있으며, 일반적인 비디오처럼 작동한다.
개발
슬로우 모션 모드를 갖춘 최초의 스마트폰은 2009년 삼성 옴니아 II로 알려져 있으며, QVGA(320x240) 해상도에서 120fps(프레임/초)로 녹화할 수 있다. 슬로우 모션은 갤럭시 S1, 갤럭시 S2, 갤럭시 노트 1, 갤럭시 S3 플래그십 모델에서는 사용할 수 없다.
2012년 초, HTC 원 X는 768x432 픽셀의 슬로우 모션 촬영을 지원했지만, 프레임률은 문서화되지 않았다. 출력 영상은 실시간 속도의 3분의 1로 측정되었다.
2012년 후반, 갤럭시 노트 2는 D1 (720 × 480) 해상도에서 120fps로 슬로우 모션을 다시 도입했다. 2013년 초, 갤럭시 S4와 HTC 원 M7은 800 × 450 해상도에서 해당 프레임률로 녹화했으며, 이어서 2013년 후반에는 노트 3와 아이폰 5s가 720p (1280 × 720)를 지원했다. 아이폰 5s와 이후 모든 아이폰은 오디오와 원본 센서 프레임률을 유지했다. 2014년 초, 소니 엑스페리아 Z2와 HTC 원 M8도 이 해상도를 채택했다. 2014년 후반, 아이폰 6는 프레임률을 240fps로 두 배로 늘렸고, 2015년 후반, 아이폰 6s는 1080p (1920 × 1080) 120fps 지원을 추가했다. 2015년 초, 갤럭시 S6는 센서 프레임률과 오디오를 유지하는 최초의 삼성 휴대폰이 되었고, 2016년 초, 갤럭시 S7은 720p에서도 240fps 녹화를 지원하는 최초의 삼성 휴대폰이 되었다.
2015년 초, 미디어텍의 MT6795 칩셋은 1080p@480fps 비디오 녹화를 약속했다. 프로젝트의 상태는 미정이다.
2017년 초 소니 엑스페리아 XZ부터 스마트폰은 이미지 센서의 내부 버스트 메모리에 프레임을 일시적으로 저장하여 프레임률을 몇 배나 높게 불안정하게 녹화하는 슬로우 모션 모드가 출시되었다. 이러한 녹화는 최대 몇 초 동안 지속된다.
2017년 후반, 아이폰 8은 1080p 240fps와 2160p 60fps를 지원했으며, 이어서 2018년 초 갤럭시 S9가 뒤를 이었다. 2018년 중반, 원플러스 6는 720p 480fps를 지원하며 1분 동안 지속 가능했다.
2021년 초, 원플러스 9 프로는 2160p 120fps를 지원하는 최초의 휴대폰이 되었다.

#### HDR 동영상
HDR 동영상을 녹화하는 최초의 스마트폰은 2013년 초 소니 엑스페리아 Z와 2013년 중반 엑스페리아 Z 울트라였고, 이어서 2014년 초 갤럭시 S5가 모두 1080p로 지원했다.

#### 오디오 녹음
여러 마이크로폰을 갖춘 휴대폰은 일반적으로 공간감을 위한 스테레오 오디오로 비디오 녹화를 허용하며, 삼성, 소니, HTC는 2012년에 삼성 갤럭시 S3, 소니 엑스페리아 S, HTC 원 X에 이를 처음 구현했다. 애플은 2018년 아이폰 Xs 제품군과 아이폰 XR부터 스테레오 오디오를 구현했다.

#### 전면 카메라

##### 사진
2010년대 중반부터 전면 카메라에 대한 강조가 높아졌으며, 전면 카메라는 2015년 LG G4 (8메가픽셀), Sony Xperia C5 Ultra (13메가픽셀), 2016년 Sony Xperia XA Ultra (16메가픽셀, 광학 손떨림 보정)와 같이 일반적인 후면 카메라만큼 높은 해상도에 도달했다. 2015년 LG V10은 그룹 사진을 위한 더 넓은 각도를 가진 듀얼 전면 카메라 시스템을 도입했다. 삼성은 갤럭시 노트4부터 전면 카메라 스윕 파노라마(파노라마 셀카) 기능을 구현하여 시야를 확장했다.

##### 동영상
2012년, 갤럭시 S3와 아이폰 5는 720p HD 전면 동영상 녹화(30fps)를 지원했다. 2013년 초, 삼성 갤럭시 S4, HTC 원 M7, 소니 엑스페리아 Z는 1080p 풀 HD를 해당 프레임률로 지원했으며, 2014년 후반, 갤럭시 노트4는 전면 카메라에서 1440p 동영상 녹화를 도입했다. 애플은 2016년 후반 아이폰 7에서 1080p 전면 카메라 동영상을 채택했다.
2019년, 스마트폰은 전면 카메라에 2160p 4K 비디오 녹화를 적용하기 시작했으며, 이는 후면 카메라 2160p가 갤럭시 노트 3로 시작된 지 6년 만이었다.

### 디스플레이 발전

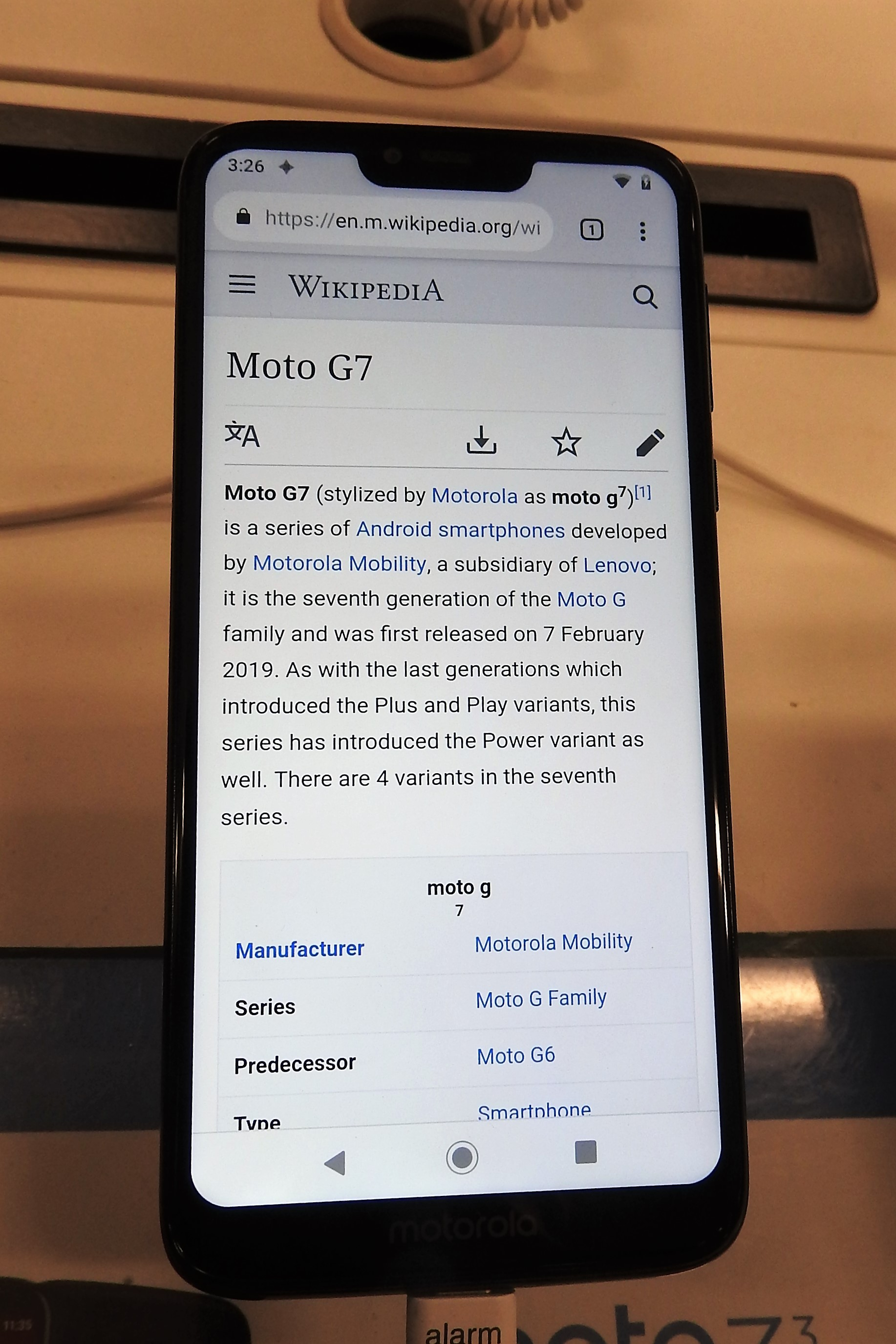
모토 G7 파워; 디스플레이는 세로가 긴 종횡비를 사용하며 "노치"가 포함되어 있다.

2010년대 초반, 대각선으로 5.5인치 이상의 화면 크기를 가진 대형 스마트폰인 "패블릿"이 인기를 얻기 시작했으며, 2011년 삼성 갤럭시 노트 시리즈는 특히 널리 채택되었다. 2013년 화웨이는 6.1인치 HD (1280 x 720) IPS+ LCD 디스플레이를 장착한 화웨이 메이트 시리즈를 출시했으며, 당시에는 상당히 큰 크기로 여겨졌다.
일부 기업들은 2013년부터 플렉서블 디스플레이를 통합하여 곡선형 폼 팩터를 만드는 스마트폰을 출시하기 시작했다. 예를 들어 삼성 갤럭시 라운드와 LG G 플렉스가 있다.
2014년까지 1440p 디스플레이는 고급 스마트폰에 나타나기 시작했다. 2015년 소니는 4K 해상도 디스플레이를 갖춘 엑스페리아 Z5 프리미엄을 출시했지만, 이미지와 비디오만 해당 해상도로 렌더링될 수 있었다(다른 모든 소프트웨어는 1080p로 표시되었다).
새로운 스마트폰 디스플레이 트렌드는 2017년에 나타나기 시작했으며, LG와 삼성 모두 일반적인 16:9 비율보다 긴 종횡비와 높은 화면 대 본체 비율, 즉 "베젤리스 디자인"을 활용하는 플래그십 스마트폰(LG G6 및 갤럭시 S8)을 출시했다. 이러한 디자인은 디스플레이가 더 큰 대각선 크기를 가지면서도 동일한 화면 크기의 16:9 디스플레이와 관련된 슬림한 너비를 유지할 수 있도록 한다.
2017년에 대중화된 또 다른 트렌드는 상단 중앙에 탭 모양의 컷아웃—구어적으로 "노치"라고 불림—을 포함하는 디스플레이로, 전면 카메라 및 때로는 장치의 상단 베젤을 따라 일반적으로 위치한 다른 센서를 담기 위한 것이었다. 이러한 디자인은 장치의 거의 전체 높이를 차지하는 "에지-투-에지" 디스플레이를 가능하게 하며, 상단 베젤이 거의 없거나 전혀 없고, 때로는 최소한의 하단 베젤도 있다. 이 디자인 특징은 샤프 아쿠오스 S2와 에센셜 폰에 거의 동시에 나타났으며, 카메라를 위한 작은 원형 탭이 특징이었다. 한 달 뒤에는 아이폰 X가 더 넓은 탭을 사용하여 카메라와 Face ID로 알려진 얼굴 스캔 시스템을 포함했다. 2016년 LG V10은 이 개념의 전신을 가지고 있었는데, 화면의 일부가 상단 왼쪽 모서리의 카메라 영역을 감싸고 있었고, 그 결과로 생긴 영역은 다양한 보조 기능에 사용될 수 있는 "두 번째" 디스플레이로 마케팅되었다.

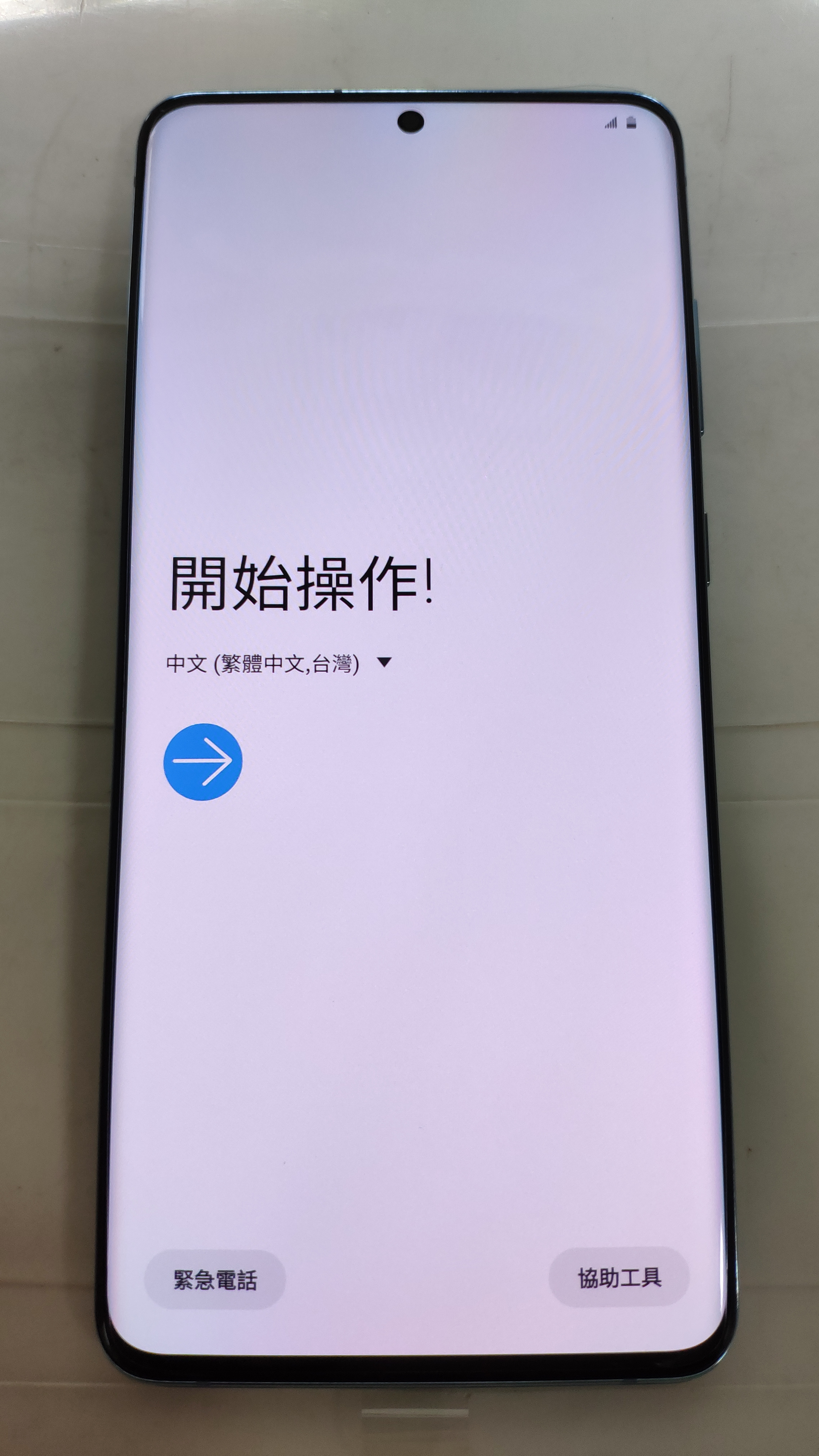
"홀 펀치" 카메라가 특징인 삼성 갤럭시 S20 플러스.

나중에 이 관행의 다른 변형이 나타났다. 예를 들어, (Honor View 20과 삼성의 갤럭시 A8s 및 갤럭시 S10과 같은) "홀-펀치" 카메라가 있는데, 이는 탭 형태의 "노치" 대신 화면 내부에 원형 또는 둥근 직사각형 컷아웃을 사용한다. 반면 Oppo는 노치가 전혀 없는 최초의 "올스크린" 폰을 출시했는데, 그 중 하나는 장치 상단에서 팝업되는 기계식 전면 카메라(Find X)를 특징으로 한다. 그리고 2019년에는 디스플레이 아래에 내장되어 숨길 수 있는 전면 카메라 프로토타입이 공개되었는데, 이는 패널 아래의 이미지 센서에 빛이 도달할 수 있도록 특수한 부분 투명 화면 구조를 사용한다. 최초 구현은 ZTE Axon 20 5G로, Visionox가 제조한 32MP 센서를 탑재했다.
2017년부터 스마트폰에는 60Hz 이상의 재생률(예: 90Hz 또는 120Hz)을 지원하는 디스플레이가 나타나기 시작했다. 처음에는 Razer Phone (2017) 및 에이수스 ROG Phone (2018)과 같은 "게이밍" 스마트폰에 한정되었지만, 나중에는 픽셀 4 (2019) 및 삼성 갤럭시 S21 시리즈 (2021)와 같은 플래그십 폰에도 더 보편화되었다. 더 높은 재생률은 더 부드러운 움직임과 낮은 입력 지연을 허용하지만, 종종 배터리 수명을 희생한다. 따라서 장치는 높은 재생률을 비활성화하는 수단을 제공하거나, 화면 움직임이 적을 때 재생률을 자동으로 줄이도록 구성될 수 있다.

#### 다중 작업
스마트폰 디스플레이에서 여러 동시 작업을 구현한 초기 사례는 2012년 삼성 갤럭시 S3의 픽처 인 픽처 비디오 재생 모드("팝업 플레이") 및 재생 중인 비디오 미리보기 이미지("라이브 비디오 목록")였다. 이 중 전자는 나중에 소프트웨어 업데이트를 통해 2011년 삼성 갤럭시 노트에도 제공되었다. 같은 해 후반, 갤럭시 노트 2에 분할 화면 모드가 구현되었고, 나중에 "프리미엄 스위트 업그레이드"를 통해 갤럭시 S3에도 적용되었다.
데스크톱 및 랩톱과 유사한 창 방식의 가장 초기 구현은 2013년 삼성 갤럭시 노트 3에 있었다.

### 폴더블 스마트폰
유연한 디스플레이를 활용하는 스마트폰은 제조 비용과 생산 공정이 실현 가능해지면 가능할 것으로 이론화되었다. 2018년 11월, 스타트업 회사 Royole은 최초의 상업적으로 이용 가능한 폴더블 스마트폰인 Royole FlexPai를 공개했다. 같은 달 삼성은 개발자 컨퍼런스에서 "인피니티 플렉스 디스플레이"를 특징으로 하는 프로토타입 폰을 선보였다. 이 폰은 닫았을 때 더 작은 외부 디스플레이를, 열었을 때 더 큰 태블릿 크기의 디스플레이를 제공했다. 삼성은 유리 대신 디스플레이를 코팅할 새로운 폴리머 소재도 개발해야 한다고 밝혔다. 삼성은 이전에 시연된 프로토타입을 기반으로 한 갤럭시 폴드를 2019년 2월에 공식적으로 발표했으며, 원래 4월 말 출시 예정이었다. 초기 리뷰어들이 발견한 디스플레이 및 힌지 시스템의 다양한 내구성 문제로 인해 갤럭시 폴드의 출시는 디자인 변경을 허용하기 위해 9월로 연기되었다.
2019년 11월, 모토로라는 이전의 피처폰 라인에서 영감을 받아 수평으로 접히는 디스플레이를 사용하여 클램셸 폼 팩터를 만드는 레이저의 재해석으로 개념의 변형을 공개했다. 삼성은 다음 2월에 갤럭시 Z 플립이라는 유사한 장치를 공개할 예정이다.

### 2010년대의 다른 발전
지문 인식기를 탑재한 최초의 스마트폰은 2011년 모토로라 아트릭스 4G였다. 2013년 9월, 아이폰 5s는 아트릭스 이후 주요 미국 통신사에서 이 기술을 특징으로 하는 최초의 스마트폰으로 공개되었다. 다시 한번, 아이폰은 이 개념을 대중화했다. 소비자들 사이에서 지문 인식에 대한 장벽 중 하나는 보안 문제였지만, 애플은 이 지문 데이터를 전화기 내의 A7 프로세서에 암호화하고 이 정보에 타사 애플리케이션이 접근할 수 없으며 iCloud나 Apple 서버에 저장되지 않도록 하여 이러한 우려를 해결할 수 있었다.
2012년, 삼성은 갤럭시 S3 (GT-i9300)를 출시했는데, 이는 소급 적용 가능한 무선 충전 기능, 팝업 비디오 재생 기능, 4G-LTE 변형(GT-i9305) 쿼드코어 프로세서가 특징이다.
2013년, 페어폰은 런던 디자인 페스티벌에서 제조 재료 조달에 대한 우려를 해결하기 위해 최초의 "사회적으로 윤리적인" 스마트폰을 출시했으며, 이어서 2015년 Shiftphone이 출시되었다. 2013년 후반, QSAlpha는 보안, 암호화 및 신원 보호를 중심으로 전적으로 설계된 스마트폰 생산을 시작했다.
2013년 10월, 모토로라 모빌리티는 프로젝트 아라를 발표했다. 이는 사용자가 마그네틱으로 프레임에 부착되는 추가 모듈을 사용하여 휴대폰을 맞춤 설정하고 업그레이드할 수 있는 모듈형 스마트폰 플랫폼 개념이었다. 아라는 모토로라 모빌리티를 레노버에 판매한 후에도 구글에 남아 있었지만, 2016년에 중단되었다. 같은 해 LG와 모토로라 모두 액세서리를 위한 제한적인 형태의 모듈성을 특징으로 하는 스마트폰을 공개했다. LG G5는 배터리 칸을 제거하여 액세서리를 설치할 수 있었고, Moto Z는 장치 뒷면에 자석으로 부착되는 액세서리를 사용한다.
마이크로소프트는 모토로라의 단명했던 "Webtop" 개념을 확장하여 휴대폰용 윈도우 10 운영 체제의 기능을 공개했는데, 이는 지원되는 장치를 PC 스타일의 데스크톱 환경과 함께 사용하기 위해 도킹할 수 있도록 한다.
삼성과 LG는 한때 사용자 교체 가능한 배터리가 장착된 플래그십 장치를 제공하는 "마지막 남은" 제조업체였다.
그러나 2015년 삼성은 애플이 설정한 미니멀리즘 트렌드에 굴복하여 사용자 교체 불가능한 배터리가 없는 갤럭시 S6를 출시했다.
또한 삼성은 MHL, USB 3.0 마이크로, 방수 및 마이크로SD 카드 지원과 같은 오랫동안 유지해 온 기능을 제거했다는 비판을 받았으며, 이 중 후자 두 가지는 2016년 갤럭시 S7 및 S7 엣지와 함께 다시 돌아왔다.
2015년 기준, 스마트폰 소유율의 전 세계 중앙값은 43%였다. Statista는 2020년에 28억 7천만 명이 스마트폰을 소유할 것으로 예측했다.
같은 10년 동안 LTE 셀룰러 네트워크의 빠른 배포와 스마트폰의 일반적인 가용성은 스트리밍 텔레비전 서비스 및 해당 모바일 TV 앱의 인기를 높였다.
2016년에 유행하기 시작한 주요 기술로는 스마트폰에 맞춘 가상 현실 및 증강 현실 경험, 새로 도입된 USB-C 커넥터, 그리고 개선된 LTE 기술 등이 있었다.
2016년, 데스크톱 운영 체제에서 알려진 조정 가능한 화면 해상도는 절전을 위해 스마트폰에 도입되었으며, 가변 화면 재생률은 2020년에 대중화되었다.
2018년, OLED 디스플레이 내에 내장된 지문 인식기가 특징인 최초의 스마트폰이 발표되었고, 2019년에는 삼성 갤럭시 S10에 초음파 센서를 사용한 구현이 뒤따랐다.
2019년, 출시된 대부분의 스마트폰은 두 개 이상의 카메라를 가지고 있으며, IP67 및 IP68 등급으로 방수 기능이 있고, 얼굴 인식 또는 지문 스캐너를 사용하여 잠금을 해제한다.

2013년 애플이 iOS 7에서 처음 도입한 카메라 뷰파인더 레이아웃이다. 2010년대 후반에 들어서면서 다른 여러 스마트폰 공급업체들도 자체 레이아웃을 버리고 이 레이아웃의 변형을 구현했다.

애플이 처음 구현한 디자인은 다른 공급업체에 의해 여러 번 복제되었다. 여기에는 배터리 교체를 허용하지 않는 밀봉된 본체, 물리적 오디오 커넥터의 부재(2016년 아이폰 7 이후), 이어폰과 전면 카메라 및 센서를 위한 상단 중앙의 컷아웃 영역이 있는 화면(통칭 "노치"; 2017년 아이폰 X 이후), 충전 벽 어댑터의 제공 범위에서 제외(2019년 아이폰 12 이후), 그리고 원형의 단색 셔터 버튼과 수직 텍스트를 사용하는 카메라 모드 선택기, 그리고 사진 및 비디오용 별도의 카메라 모드가 있는 카메라 사용자 인터페이스(2013년 iOS 7 이후) 등이 있다.

### 2020년대의 다른 발전
2020년에 고속 5G 네트워크 기능을 갖춘 최초의 스마트폰이 발표되었다.
2020년부터 스마트폰은 역사적으로 거의 항상 제공 범위 내에 있던 전원 어댑터 및 헤드폰과 같은 기본 액세서리를 점점 더 적게 함께 제공한다. 이러한 추세는 애플의 아이폰 12에서 시작되었으며, 이어서 삼성과 샤오미는 각각 갤럭시 S21과 Mi 11에서 몇 달 후 광고를 통해 동일한 사항을 조롱한 바 있다. 인용된 이유는 환경 발자국을 줄이는 것이지만, 최신 모델이 지원하는 향상된 충전 속도에 도달하려면 자체 환경 발자국을 가진 별도의 포장으로 새 충전기를 출하해야 한다.

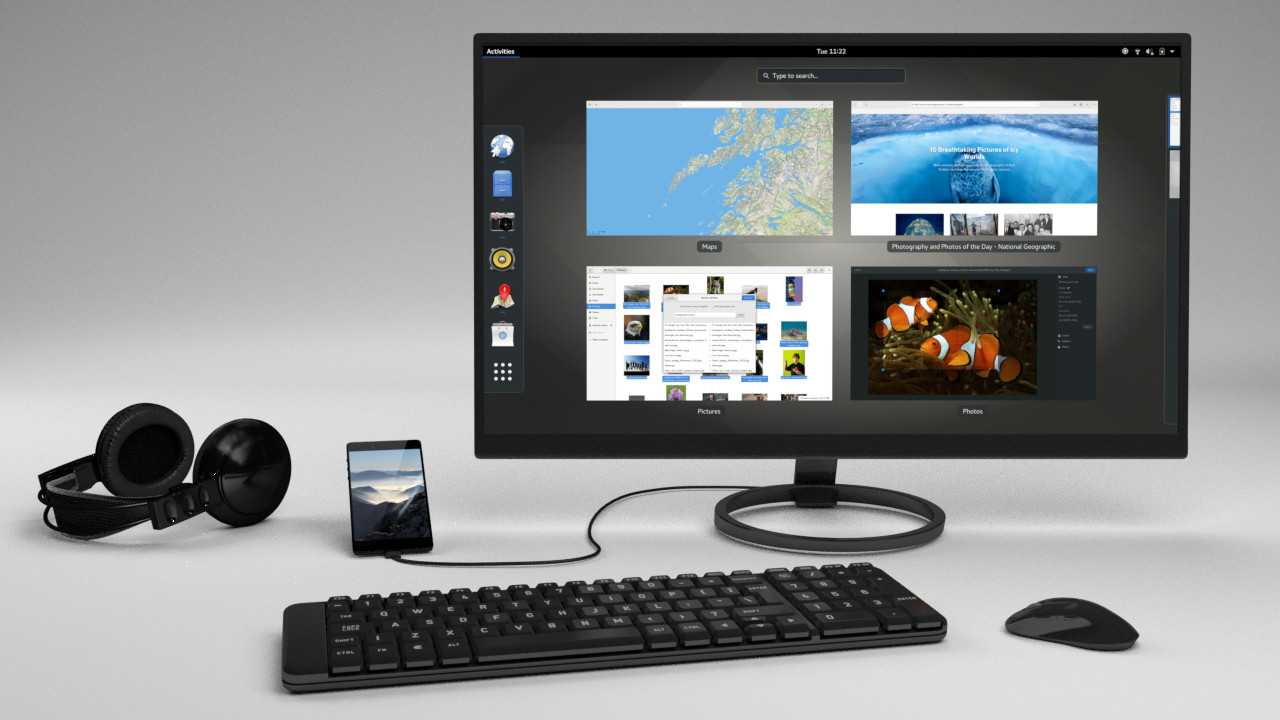
모바일/데스크톱 융합: Librem 5 스마트폰은 기본 데스크톱 컴퓨터로 사용될 수 있다.

2020년대 파인폰과 Librem 5의 개발과 함께, iOS와 안드로이드에 대한 주요 대안으로 GNU/Linux를 스마트폰에 도입하려는 유례없는 성공적인 노력이 강화되고 있다. 더욱이, 관련 소프트웨어는 키보드, 마우스 및 모니터에 연결할 때 스마트폰을 데스크톱 컴퓨터처럼 사용할 수 있도록 함으로써 (융합형 및 하이브리드 앱을 넘어선) 독특한 융합을 가능하게 했다.
2020년대 초, 제조업체들은 위성 연결을 스마트폰 장치에 통합하여 유선 및 셀룰러 네트워크와 같은 지역 지상 통신 인프라를 사용할 수 없는 외딴 지역에서 사용하기 시작했다. 기존 전화기의 안테나 제한으로 인해 초기 구현 단계에서는 위성 연결이 위성 메시징 및 위성 긴급 서비스로 제한될 것이다.

## 하드웨어

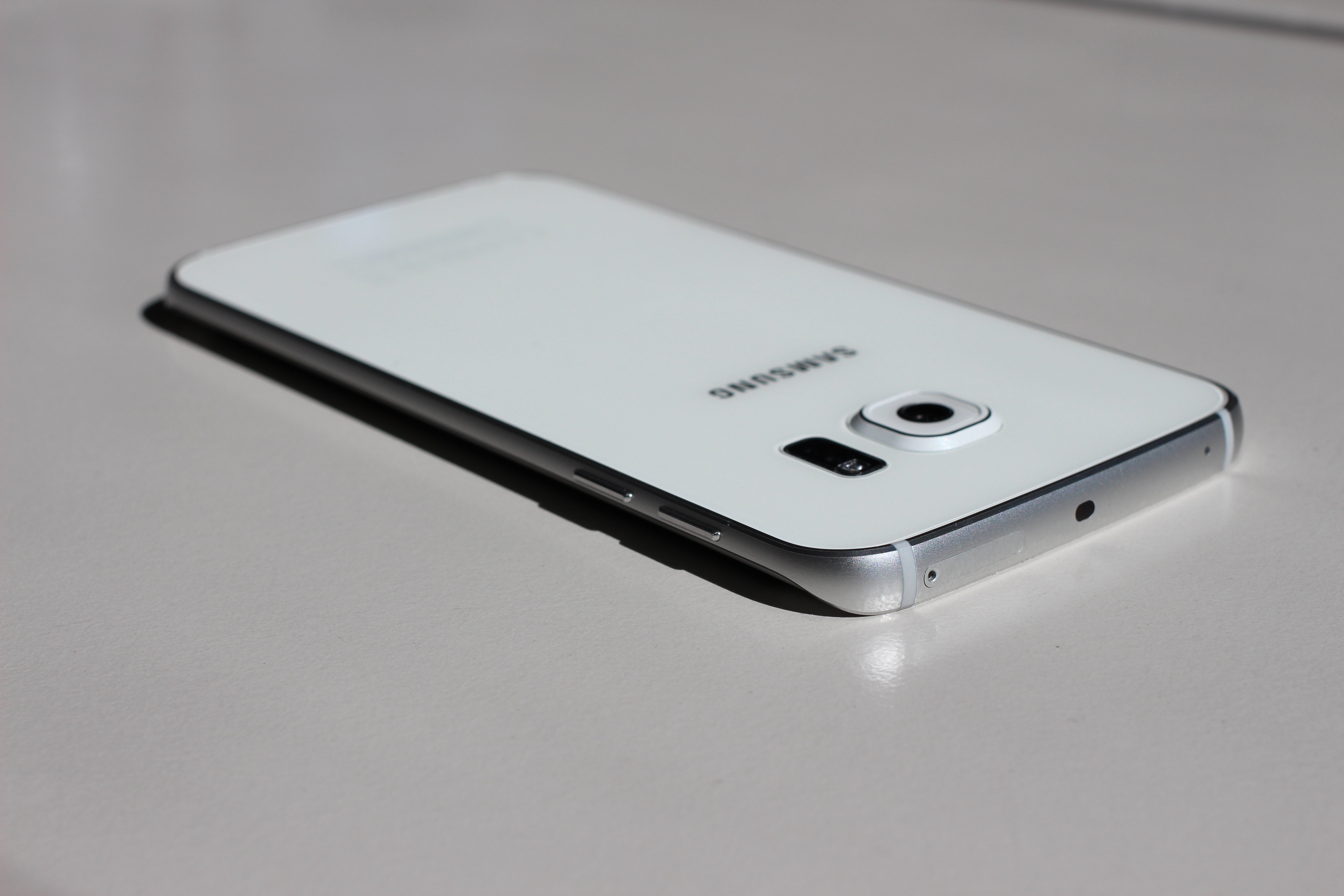
원격 제어로 사용하기 위한 상단 적외선 송신기가 있는 스마트폰

일반적인 스마트폰에는 여러 금속-산화물-반도체(MOS) 집적 회로(IC) 칩이 포함되어 있으며, 이 칩들에는 수십억 개의 작은 MOS 전계 효과 트랜지스터(MOSFET)가 들어 있다. 일반적인 스마트폰에는 다음 MOS IC 칩이 포함되어 있다.
- 응용 프로세서(CMOS 시스템 온 칩)
- 플래시 메모리(플로팅 게이트 MOS 메모리)
- 셀룰러 모뎀(기저 대역 RF CMOS)
- RF 트랜시버(RF CMOS)
- 폰 카메라 이미지 센서(CMOS 이미지 센서)
- 전원 관리 집적회로(전력 MOSFET)
- 디스플레이 드라이버(LCD 또는 LED 드라이버)
- 무선 통신 칩(와이파이, 블루투스, GPS 수신기)
- 사운드 칩(오디오 코덱 및 파워 앰프)
- 자이로스코프
- 정전식 터치스크린 컨트롤러(ASIC 및 DSP)[200][202][203]
- RF 파워 앰프(LDMOS)[204][205][206]

일부 모델에는 FM 라디오 수신기, 하드웨어 알림 발광 다이오드, 리모컨으로 사용하기 위한 적외선 송신기가 장착되어 있다. 소수의 모델에는 주변 온도를 측정하는 온도계, 습도를 측정하는 습도계, 자외선 측정 센서와 같은 추가 센서가 있다.
특정 목적을 위해 설계된 몇몇 스마트폰에는 프로젝터(삼성 빔 i8520 및 삼성 갤럭시 빔 i8530), 광학 줌 렌즈(삼성 갤럭시 S4 줌 및 삼성 갤럭시 K 줌), 열화상 카메라, 심지어 PMR446 (워키토키 라디오) 무선 송수신기와 같은 특이한 하드웨어가 장착되어 있다.

### 중앙 처리 장치
스마트폰에는 컴퓨터와 유사하지만 저전력 환경에서 작동하도록 최적화된 CPU가 있다. 스마트폰에서 CPU는 일반적으로 CMOS (상보성 금속-산화물-반도체) 시스템 온 칩(SoC) 응용 프로세서에 통합되어 있다.
모바일 CPU의 성능은 클럭 속도(헤르츠의 배수로 주어짐)뿐만 아니라 메모리 계층 구조에도 따라 달라진다. 이러한 어려움 때문에 휴대폰 CPU의 성능은 일반적으로 사용되는 애플리케이션에서 실제 유효 성능을 측정하기 위한 다양한 표준화된 테스트에서 파생된 점수로 더 적절하게 표시된다.

### 버튼

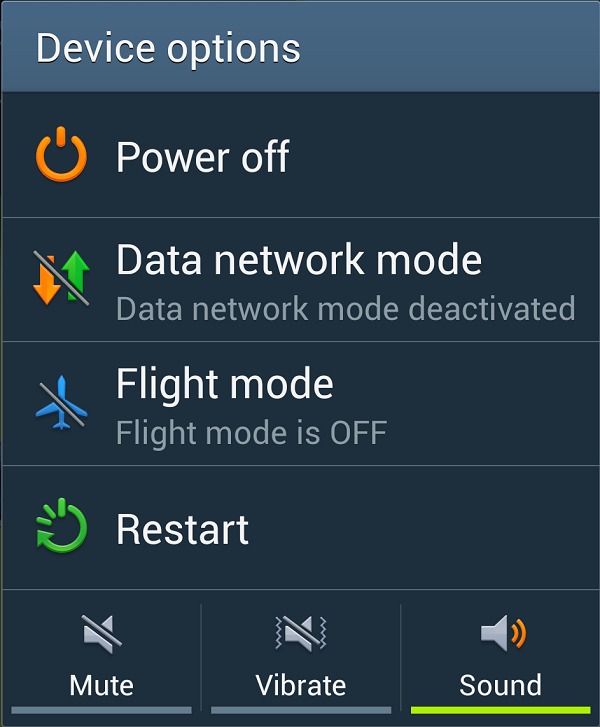
2013년 삼성 모바일의 터치위즈 사용자 인터페이스의 "장치 옵션" 메뉴 (전원 버튼을 1초 동안 누르면 접근).

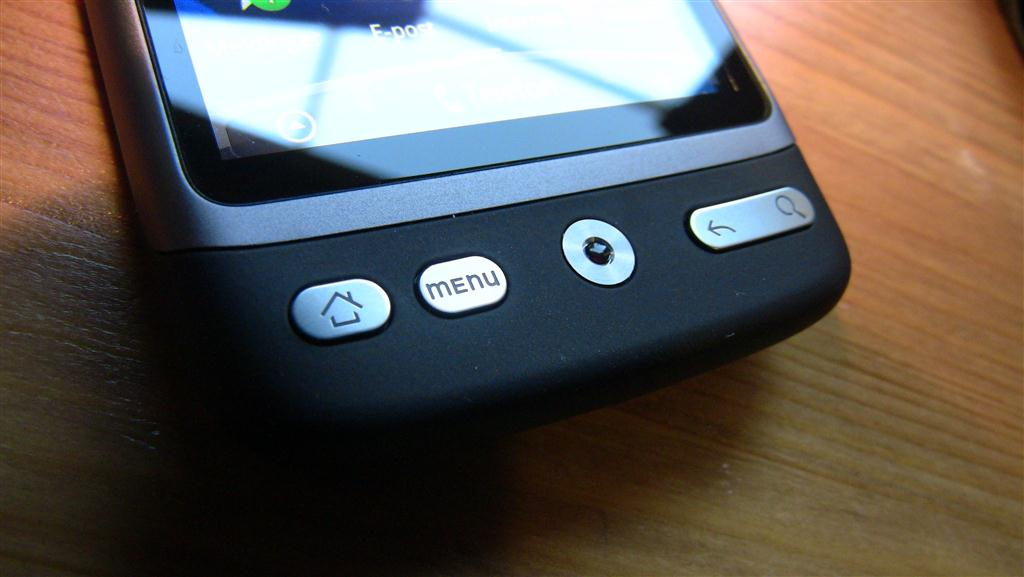
2010년 스마트폰 HTC 디자이어의 광학 트랙패드와 검색 버튼.

스마트폰에는 일반적으로 전원 버튼과 볼륨 버튼이 있다. 일부 볼륨 버튼은 통합되어 있다. 일부는 전용 카메라 셔터 버튼이 있다. 야외용 장치에는 "SOS" 긴급 통화 버튼과 "PTT" (푸시 투 토크 버튼)가 있을 수 있다. 홈 및 내비게이션 버튼과 같은 물리적 전면 버튼의 존재는 2010년대 내내 감소했으며, 점점 더 정전식 터치 센서 및 시뮬레이션된(화면 내) 버튼으로 대체되고 있다.
고전 휴대폰과 마찬가지로 삼성 옴니아 II와 같은 초기 스마트폰은 전화 통화를 수락하고 거부하는 버튼을 갖추고 있었다. 전화 통화 이외의 기능이 발전하면서 이러한 버튼은 점점 "메뉴"(또는 "옵션"), "뒤로", "작업"과 같은 내비게이션 버튼으로 대체되었다. HTC 디자이어와 같은 일부 2010년대 초 스마트폰은 웹 검색 엔진이나 앱의 내부 검색 기능에 빠르게 접근할 수 있는 "검색" 버튼(🔍)을 추가로 갖추고 있었다.
2013년부터 스마트폰의 홈 버튼에 지문 인식기가 통합되기 시작했으며, 아이폰 5s와 삼성 갤럭시 S5가 그 시작이었다.
기능은 버튼 조합에 할당될 수 있다. 예를 들어, 스크린샷은 보통 홈 버튼과 전원 버튼을 사용하여 찍을 수 있는데, iOS에서는 짧게 누르고 안드로이드 OS에서는 1초 동안 누른다. 물리적 홈 버튼이 없는 스마트폰에서는 일반적으로 볼륨 다운 버튼과 전원 버튼을 함께 누른다. 일부 스마트폰에는 내비게이션 버튼 바 또는 전원 버튼 메뉴에 스크린샷 및 스크린캐스트 바로가기가 있을 수 있다.

### 디스플레이

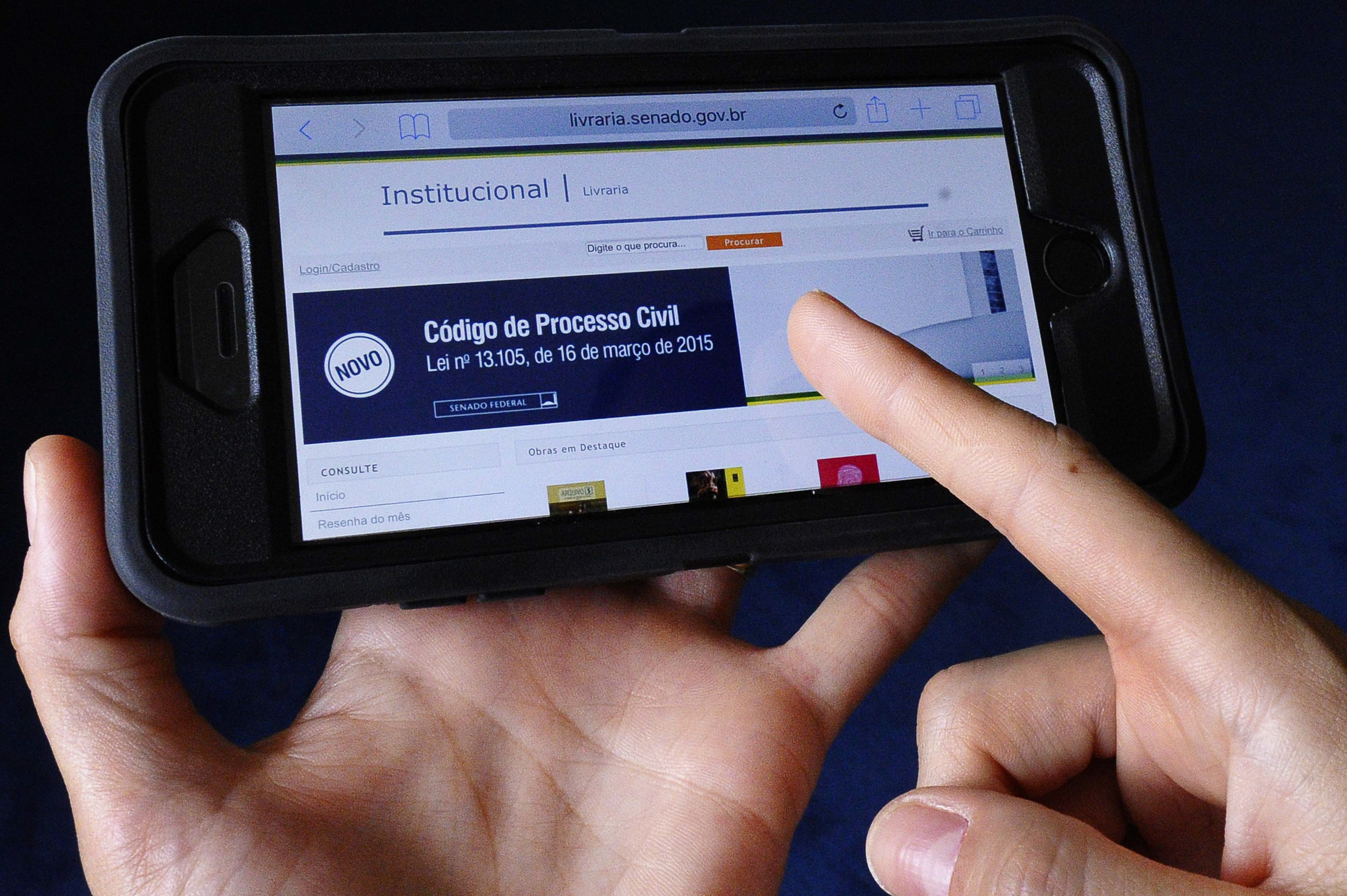
스마트폰 터치스크린

스마트폰의 주요 특징 중 하나는 화면이다. 장치의 디자인에 따라 화면은 장치 전면 공간의 대부분 또는 거의 전부를 차지한다. 많은 스마트폰 디스플레이는 종횡비가 16:9이지만, 2017년부터 더 긴 종횡비가 더 일반화되었으며, 디스플레이 표면을 가능한 한 가장자리에 가깝게 확장하여 베젤을 없애려는 목표가 생겼다.

#### 화면 크기
화면 크기는 대각선 인치로 측정된다. 5.2인치 이상의 화면을 가진 휴대폰은 종종 "패블릿"이라고 불린다. 화면 크기가 4.5인치 이상인 스마트폰은 대부분의 엄지손가락이 화면 전체에 닿지 않기 때문에 한 손으로 사용하기 어려운 경우가 많다. 손 안에서 이리저리 움직이거나, 한 손으로 들고 다른 손으로 조작하거나, 양손으로 제자리에서 사용해야 할 수 있다. 디자인 발전 덕분에 큰 화면 크기와 "에지 투 에지" 디자인을 가진 일부 현대 스마트폰은 인체 공학적 측면을 개선하는 컴팩트한 구조를 가지고 있으며, 더 긴 종횡비로의 전환은 더 작은 16:9 디스플레이와 관련된 인체 공학을 유지하면서 더 큰 화면 크기를 가진 휴대폰을 만들어냈다.

#### 패널 유형
LCD와 OLED 디스플레이가 가장 일반적이다. 일부 디스플레이는 와콤 및 삼성에서 개발한 것과 같이 압력 감지 디지타이저와 통합되어 있으며, 애플의 포스 터치 시스템도 그 예이다. 요타폰 프로토타입과 같은 일부 전화기는 전자책 단말기에 사용되는 저전력 전자종이 후면 디스플레이를 갖추고 있다.

#### 대체 입력 방식

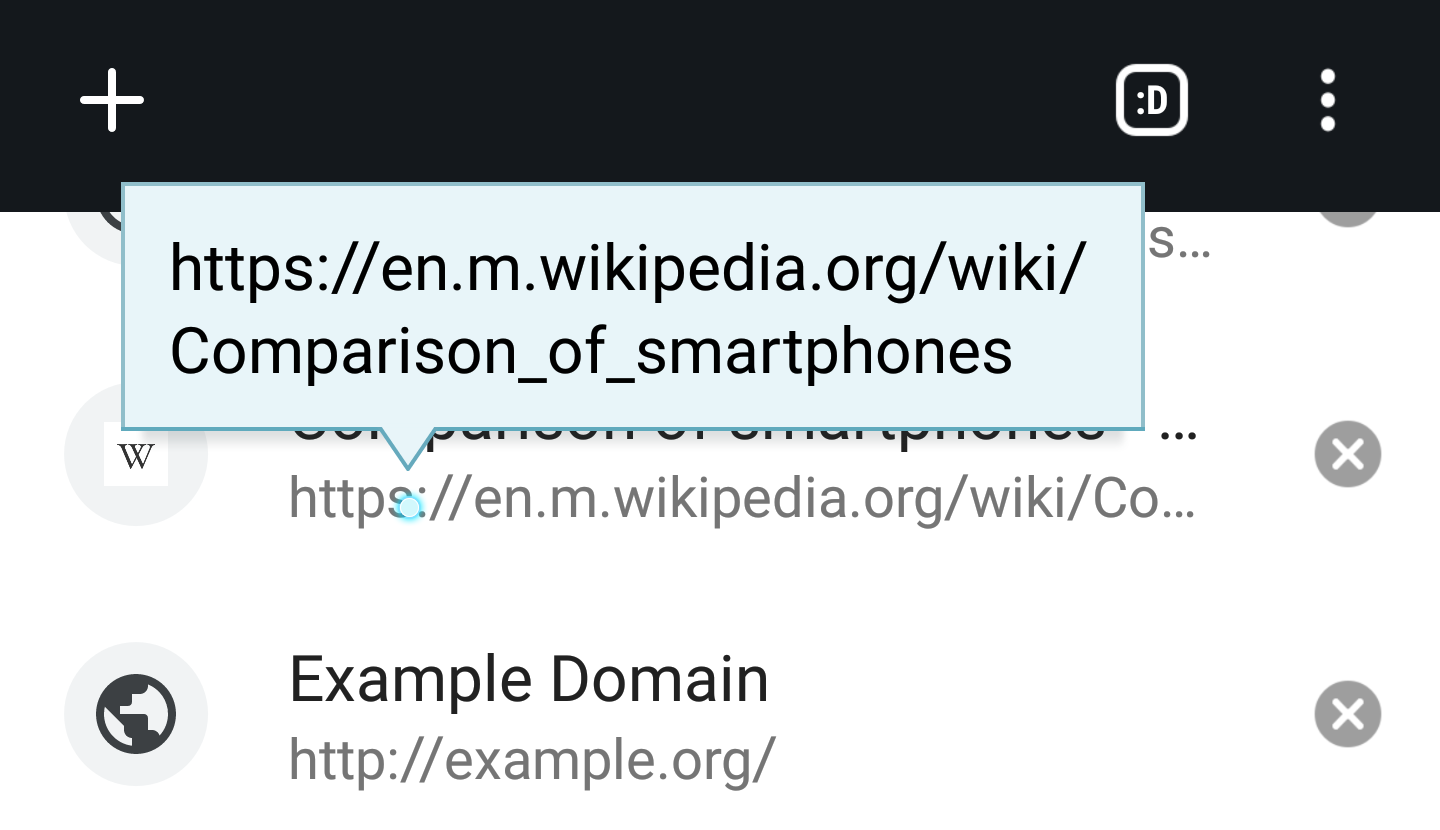
삼성 갤럭시 노트4의 스타일러스를 사용하여 탭 목록 위로 마우스를 올리면 구글 크롬 파생 브라우저인 Kiwi Browser의 말풍선에 전체 URL이 표시된다.

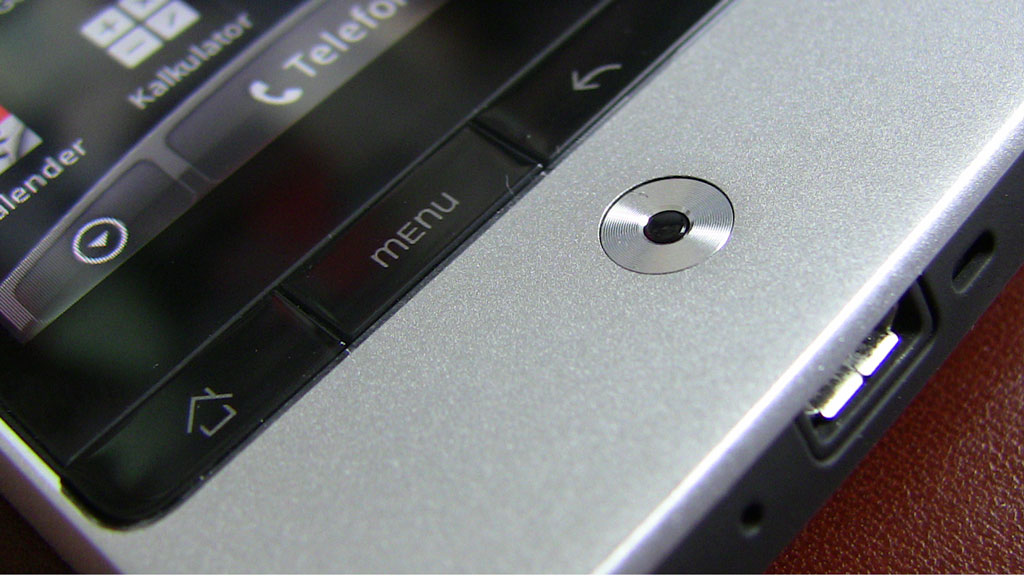
2010년 HTC 레전드의 광학 트랙패드 센서.

일부 장치에는 더 높은 정밀도 입력 및 호버링 감지 또는 떠있는 손가락 감지를 위한 자가 정전식 터치스크린 레이어를 위한 첨필과 같은 추가 입력 방법이 장착되어 있다. 후자는 삼성 갤럭시 S4, 노트 3, S5, 알파, 소니 엑스페리아 솔라와 같은 소수의 전화기에 구현되었으며, 갤럭시 노트 3는 현재까지 둘 다 갖춘 유일한 스마트폰이다.
호버링은 비디오 플레이어의 시크 바, 문자 메시지, 다이얼패드의 빠른 연락처, 잠금화면 애니메이션, 웹사이트의 호버링 마우스 커서 시뮬레이션 등 미리보기 말풍선을 가능하게 한다.
일부 스타일러스도 호버링을 지원하며, 디지털 포스트잇이나 텍스트 및 요소 강조 표시와 같은 관련 도구에 빠르게 액세스할 수 있는 버튼이 장착되어 있어, 누른 상태에서 드래그하면 컴퓨터 마우스를 사용한 드래그 선택과 유사하다. 삼성 갤럭시 노트 시리즈 및 LG G Stylus 시리즈와 같은 일부 시리즈는 스타일러스를 보관할 수 있는 통합 트레이를 가지고 있다.
아이폰 6s부터 아이폰 Xs까지의 소수의 장치와 화웨이 Mate S는 압력 감지 터치스크린을 갖추고 있으며, 이 압력은 비디오 게임에서 가스 페달을 시뮬레이션하거나, 미리보기 창 및 바로가기 메뉴에 액세스하거나, 타이핑 커서를 제어하거나, 체중계로 사용될 수 있다. 이 중 가장 최신 기능은 애플이 App Store에서 거부했다.
2010년대 초반의 HTC 스마트폰 중 일부, 예를 들어 HTC 디자이어 (Bravo) 및 HTC 레전드는 스크롤 및 선택을 위한 광학 트랙패드를 갖추고 있다.

#### 알림 표시등
애플 아이폰을 제외한 많은 스마트폰에는 화면 외에 저전력 발광 다이오드가 장착되어 있어 사용자에게 수신 메시지, 부재중 통화, 낮은 배터리 잔량 등을 알리고, 어둠 속에서 휴대폰을 찾는 데 도움을 주며, 전력 소모를 최소화한다.
알림 출처를 구별하기 위해 색상 조합과 깜박임 패턴이 달라질 수 있다. 일반적으로 빨강, 초록, 파랑(RGB)의 세 가지 다이오드가 다양한 색상 조합을 만들 수 있다.

### 센서
스마트폰은 시스템 기능 및 타사 애플리케이션을 가능하게 하는 다양한 센서를 갖추고 있다.

#### 일반적인 센서
가속도계와 자이로스코프는 화면 회전의 자동 제어를 가능하게 한다. 타사 소프트웨어에서는 버블 레벨 시뮬레이션에 사용된다. 주변광 센서는 자동 화면 밝기 및 대비 조정을 가능하게 하며, RGB 센서는 화면 색상 적응을 가능하게 한다.
많은 휴대폰에는 기압을 측정하는 기압계 센서도 장착되어 있으며, 삼성은 2012년 갤럭시 S3부터, 애플은 2014년 아이폰 6부터 이를 도입했다. 이 센서는 고도 변화를 추정하고 감지할 수 있다.
자기계는 지자기를 측정하여 디지털 나침반 역할을 할 수 있다.

#### 희귀 센서
삼성은 2014년 갤럭시 S5와 갤럭시 노트4부터 자사의 플래그십 스마트폰에 심박수 센서를 장착하여 피트니스 관련 용도를 돕고 전면 카메라의 셔터 키 역할을 하도록 했다.
현재까지 삼성 갤럭시 S4와 노트 3만 주변 온도 센서와 습도 센서를 탑재하고 있으며, 갤럭시 노트4만 자외선 방사선 센서를 탑재하여 사용자에게 과도한 노출에 대해 경고할 수 있다.
후면 적외선 레이저 빔을 이용한 거리 측정은 LG G3와 LG V10을 시작으로 일부 LG 휴대폰에 구현된 바와 같이, 가속화된 자동 초점 기능을 갖춘 시간 비행 카메라 기능을 가능하게 할 수 있다.
스마트폰에서 현재 이러한 센서의 발생이 드물기 때문에, 이러한 센서를 활용하는 소프트웨어는 아직 많이 개발되지 않았다.

### 저장 장치
모바일폰에서는 eMMC (내장 멀티미디어 카드) 플래시 메모리가 가장 일반적으로 사용되었지만, 2010년대에 고급 장치용으로 더 높은 전송 속도를 가진 후속 버전인 UFS (Universal Flash Storage)가 등장했다.
용량
2010년대 상반기 동안 휴대폰의 내부 저장 용량은 거의 정체 상태였지만, 하반기에는 더욱 가파르게 증가했다. 예를 들어, 삼성은 2016년부터 2018년까지 불과 2년 6개월 만에 플래그십 모델의 내부 저장 옵션을 32GB에서 512GB로 늘렸다.

#### 메모리 카드

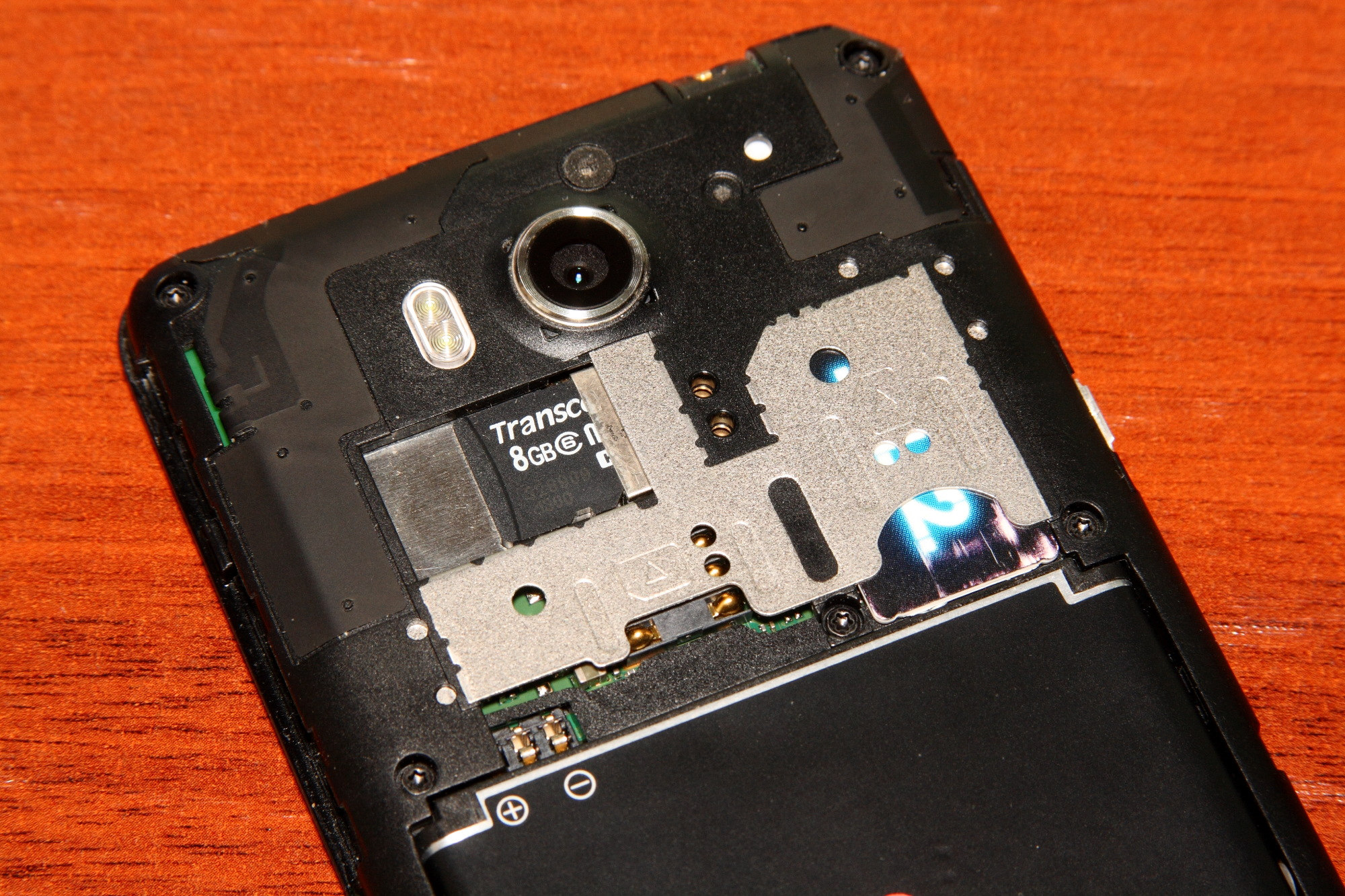
삽입된 메모리 카드 및 SIM 카드.

일부 휴대폰의 데이터 저장 공간은 마이크로SD 메모리 카드를 사용하여 확장할 수 있으며, 이 용량은 2010년대 내내 크게 증가했다 (→ SD 카드#2009–2019: SDXC). USB 온더고 저장 장치 및 클라우드 스토리지에 비해 오프라인 가용성 및 프라이버시가 보장되고, 충전 포트를 예약하거나 돌출시키지 않으며, 연결 불안정 또는 지연이 없고, 많은 양의 데이터 요금제에 의존하지 않으며, 장치의 영구 내부 저장 공간의 제한된 재기록 주기를 보존하는 이점이 있다. 메모리 카드를 교체하여 많은 양의 데이터를 장치 간에 즉시 이동할 수 있으며, 대규모 데이터 백업을 오프라인에서 생성할 수 있고, 스마트폰이 작동 불가능한 경우 외부에서 데이터를 읽을 수 있다.
액체 손상, 낙하 손상, 화면 손상, 굽힘 손상, 악성 코드, 또는 가짜 시스템 업데이트 등으로 인해 장치가 작동 불가능하거나 부팅 불가능해지는 기술적 결함이 발생하는 경우, 메모리 카드에 저장된 데이터는 외부에서 복구될 가능성이 높지만, 접근 불가능한 내부 저장 공간의 데이터는 손실될 것이다. 메모리 카드는 일반적으로 사전에 파일 전송할 필요 없이 다른 메모리 카드 지원 장치에서 즉시 재사용할 수 있다.
일부 듀얼 SIM 휴대폰은 두 슬롯 중 하나를 SIM 카드 또는 메모리 카드로 사용할 수 있는 하이브리드 슬롯을 갖추고 있다. 일반적으로 고급 모델 중 일부는 전용 메모리 카드 슬롯을 포함하여 세 개의 슬롯을 갖추고 있어 듀얼 SIM 및 메모리 카드를 동시에 사용할 수 있다.
물리적 위치
SIM 카드와 메모리 카드 슬롯의 위치는 장치마다 다르다. 백 커버 뒤에 접근 가능하게 위치하거나 배터리 뒤에 위치할 수 있으며, 후자의 경우 핫 스와핑이 불가능하다.
분리할 수 없는 후면 커버가 있는 휴대폰은 일반적으로 핸드셋 프레임의 작은 트레이에 SIM 카드와 메모리 카드를 보관하며, 핀홀에 바늘 도구를 삽입하여 꺼낼 수 있다.
삼성 갤럭시 피트 및 에이스와 같은 일부 초기 중급 휴대폰은 도구 없이 열 수 있는 캡으로 덮인 측면 메모리 카드 슬롯이 프레임에 있다.

#### 파일 전송
원래 대용량 스토리지 접근은 일반적으로 USB를 통해 컴퓨터에 가능했다. 시간이 지남에 따라 대용량 스토리지 접근은 제거되었고, 미디어 전송 프로토콜이 USB 파일 전송 프로토콜로 남게 되었다. 이는 컴퓨터가 연결 시간 동안 휴대폰 소프트웨어로부터 저장 장치가 잠기지 않고 접근할 수 있는 비독점적 접근 기능 때문이며, 통신이 추상화 계층을 통해 이루어지므로 일반적인 파일 시스템 지원이 필요하지 않다.
그러나 대용량 스토리지와 달리 미디어 전송 프로토콜은 병렬성을 지원하지 않는다. 즉, 한 번에 하나의 전송만 실행될 수 있으며, 다른 전송 요청은 완료될 때까지 기다려야 한다. 예를 들어, 활성 파일 전송 중에는 장치에서 사진을 탐색하거나 비디오를 재생할 수 없다. 일부 프로그램과 장치는 MTP를 지원하지 않는다. 또한 MTP를 통한 파일의 직접 접근 및 임의 접근은 지원되지 않는다. 모든 파일은 열기 전에 장치에서 완전히 다운로드된다.

### 소리
VoLTE 및 HD 보이스와 같은 일부 오디오 품질 향상 기능이 등장했으며 종종 최신 스마트폰에서 사용할 수 있다. 전화기 디자인, 셀룰러 네트워크 품질, 장거리 전화에 사용되는 압축 알고리즘으로 인해 음질은 여전히 문제가 될 수 있다. 와이파이를 통해 VoIP 애플리케이션을 사용하면 오디오 품질을 향상시킬 수 있다. 휴대폰에는 사용자가 스피커폰 기능을 사용하고 귀에 대지 않고 전화 통화를 할 수 있도록 작은 스피커가 있다. 작은 스피커는 또한 디지털 오디오 파일(음악 또는 음성)을 듣거나 오디오 구성 요소가 있는 비디오를 시청할 때 전화기를 귀 가까이 대지 않고도 사용할 수 있다. 그러나 통합 스피커는 공간을 절약하기 위해 작고 음질이 제한될 수 있다.
HTC 원 M8 및 소니 엑스페리아 Z2와 같은 일부 휴대폰은 수평 방향에서 공간 사운드를 생성하기 위해 스테레오 스피커를 갖추고 있다.

#### 오디오 커넥터
3.5mm 헤드폰 잭(구어적으로 "헤드폰 잭")은 수동 헤드폰의 즉각적인 작동뿐만 아니라 다른 외부 보조 오디오 기기와의 연결을 허용한다. 커넥터가 장착된 장치 중에는 장치 상단보다 하단(충전 포트 쪽)에 위치하는 경우가 더 일반적이다.
모든 주요 공급업체에서 새로 출시되는 휴대폰에서 이 커넥터의 가용성이 감소하기 시작한 것은 2016년 아이폰 7에서 이 기능이 없어진 때부터였다. 충전 포트를 사용하는 어댑터는 플러그를 소급 적용할 수 있다.
배터리 전원을 사용하는 무선 블루투스 헤드폰도 대안이다. 그러나 이러한 헤드폰은 블루투스 무선 송수신기와 충전 컨트롤러가 있는 배터리 등 내부 하드웨어가 필요하기 때문에 비용이 더 많이 드는 경향이 있으며, 각 작동 전에 블루투스 연결이 필요하다.

### 배터리
스마트폰은 일반적으로 높은 에너지 밀도로 인해 리튬 이온 또는 리튬 폴리머 배터리를 특징으로 한다.
배터리는 일반적인 사용 중에 반복되는 충전 및 방전의 결과로 화학적으로 마모되어 에너지 용량과 출력 전력을 모두 잃게 되어 처리 속도 손실 및 시스템 중단으로 이어진다. 배터리 용량은 수백 번의 재충전 후 80%로 줄어들 수 있으며, 성능 저하는 시간이 지남에 따라 가속화된다.
일부 휴대폰은 사용자(일반적으로 후면 커버를 열어)가 만료 시 교체할 수 있는 배터리로 설계되었다. 이러한 디자인은 처음에는 대부분의 휴대폰에서 사용되었지만, 2010년대에 들어서는 영구적으로 내장된 교체 불가능한 배터리로 대부분 대체되었는데, 이는 계획적 구식화에 대한 비판을 받는 디자인 관행이다.

#### 충전

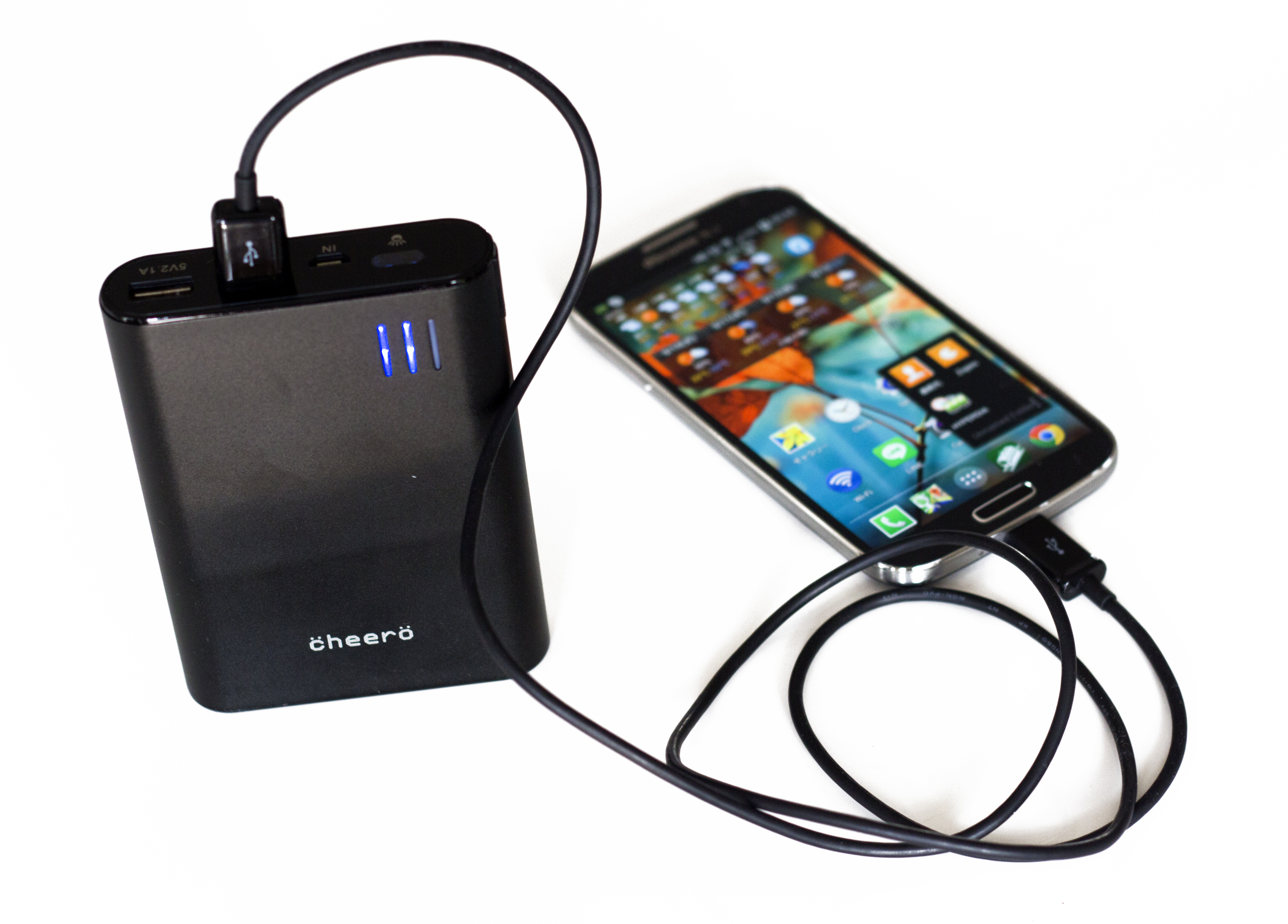
대용량 휴대용 배터리 충전기 (보조 배터리).

기존 USB 케이블의 구리선이 처리할 수 있는 전류의 한계로 인해, 더 빠른 충전을 위해 퀄컴 퀵 차지 및 미디어텍 펌프 익스프레스와 같이 높은 전압을 사용하는 충전 프로토콜이 개발되어 전력 처리량을 늘리고, 제한된 인체공학적 특성을 가진 사용 시간을 최대화하며, 장치가 전원에 연결되어 있어야 하는 시간을 최소화했다.
스마트폰의 통합 전하 컨트롤러(IC)는 지원되는 충전기로부터 높은 전압을 요청한다. 오포의 "VOOC"는 "대시 차지"로도 판매되었으며, 최종 장치에서 배터리 충전 단자 전압까지 도달하는 전압을 내부적으로 조절하여 발생하는 열을 줄이기 위해 전류를 높이는 역방향 접근 방식을 취했지만, 기존 USB 케이블과는 호환되지 않는다. 이는 고전류 USB 케이블의 더 두꺼운 구리선을 필요로 하기 때문이다. 나중에 USB-PD (USB Power Delivery)는 최대 100와트의 장치 간 충전 매개변수 협상을 표준화하기 위해 개발되었지만, 커넥터의 전용 PD 채널로 인해 양쪽 끝에 USB-C가 있는 케이블에서만 지원된다.
충전 속도는 2014년 15와트, 2016년 20와트, 2018년 45와트로 증가했지만, 장치 작동 중에는 전력 처리량이 크게 제한될 수 있다.
무선 충전이 널리 채택되어 잦은 재연결로 인한 충전 포트 마모 없이 간헐적인 재충전이 가능해졌으며, Qi가 가장 일반적인 표준이고 Powermat이 그 뒤를 잇는다. 무선 전력 전송의 효율이 낮기 때문에 충전 속도는 유선 충전보다 낮고, 동일한 충전 속도에서 더 많은 열이 발생한다.
2017년 말까지 스마트폰 배터리 수명은 일반적으로 충분해졌다. 그러나 초기 스마트폰 배터리 수명은 스마트폰의 컴퓨터 시스템과 컬러 화면의 상당한 전력 요구 사항을 처리할 수 없는 약한 배터리로 인해 좋지 않았다.
스마트폰 사용자들은 집 밖, 직장, 자동차에서 사용하기 위해 추가 충전기를 구매하며, 휴대용 외부 "배터리 팩"도 구매한다. 외부 배터리 팩에는 케이블로 스마트폰에 연결되는 일반 모델과 스마트폰 케이스에 "피기백"되는 맞춤형 모델이 있다. 2016년 삼성은 폭발성 배터리 문제로 수백만 대의 갤럭시 노트7 스마트폰을 리콜해야 했다. 소비자 편의를 위해 일부 호텔, 바, 기타 공공장소에 무선 충전 스테이션이 도입되었다.

#### 전원 관리
전력 소비를 최소화하는 기술 중 하나는 패널 자체 새로 고침(panel self-refresh)으로, 디스플레이에 표시될 이미지가 프로세서에서 디스플레이 구성 요소의 통합 컨트롤러(IC)로 항상 전송되는 것이 아니라 화면 정보가 변경될 때만 전송되는 방식이다. 디스플레이의 통합 컨트롤러는 대신 마지막 화면 내용을 기억하고 스스로 화면을 새로 고친다. 이 기술은 2014년경에 도입되었으며 전력 소비를 수백 밀리와트 줄였다.

### 사진기
카메라는 스마트폰의 표준 기능이 되었다. 2019년 기준 휴대폰 카메라는 이제 모델 간 차별화의 매우 경쟁적인 영역이 되었으며, 광고 캠페인은 일반적으로 장치의 메인 카메라의 품질 또는 기능에 중점을 둔다.
이미지는 일반적으로 JPEG 파일 형식으로 저장된다. 2010년대 중반부터 일부 고급 휴대폰에는 RAW 이미지 기능도 있다.

#### 공간 제약
일반적으로 스마트폰에는 최소한 하나의 메인 후면 카메라와 "셀카" 및 화상 채팅용으로 해상도가 낮은 전면 카메라가 있다. 스마트폰에서 이미지 센서 및 렌즈에 사용할 수 있는 깊이가 제한적이기 때문에 후면 카메라는 종종 전화기 나머지 부분보다 두꺼운 "돌출부"에 내장된다. 점점 더 얇아지는 휴대폰은 더 나은 렌즈를 위해 전용 카메라에 필요한 깊이보다 더 많은 수평 공간을 가지므로, 휴대폰 제조업체는 여러 카메라를 포함하는 추세도 있는데, 각 카메라는 다른 목적(망원, 광각 등)에 최적화되어 있다.
후면 카메라의 위치는 일반적으로 상단 중앙 또는 상단 왼쪽 모서리에 있다. 모서리 위치는 다른 하드웨어가 카메라 모듈 주변에 밀집될 필요가 없고 수평으로 잡았을 때 렌즈가 가려질 가능성이 적어 인체공학적으로 유리하다.
현대 첨단 스마트폰에는 광학 이미지 안정화(OIS), 더 큰 센서, 밝은 렌즈, 심지어 광학 줌과 RAW 이미지 기능을 갖춘 카메라가 있다. HDR, 다중 렌즈를 사용한 "보케 모드", 다중 촬영 야간 모드도 이제 익숙하다. 많은 새로운 스마트폰 카메라 기능은 가능한 한 얇게 만들어지는 휴대폰 내부의 제한된 공간으로 인해 더 큰 센서와 렌즈보다는 계산사진술 이미지 처리 및 여러 특수 렌즈를 통해 활성화되고 있다.

#### 전용 카메라 버튼
삼성 옴니아 2, 일부 노키아 루미아 및 일부 소니 엑스페리아와 같은 일부 휴대폰에는 물리적 카메라 셔터 버튼이 장착되어 있다.
두 가지 압력 수준을 가진 것들은 전용 자동 초점 카메라의 자동 초점 직관과 유사하다. 카메라 버튼은 바로 가기로 사용하여 카메라 소프트웨어를 빠르고 인체공학적으로 실행할 수 있는데, 주머니 안에 있을 때 전원 버튼보다 더 쉽게 접근할 수 있기 때문이다.

### 후면 커버 재료
스마트폰의 후면 커버는 일반적으로 폴리카보네이트, 알루미늄 또는 유리로 만들어진다. 폴리카보네이트 후면 커버는 유광 또는 무광이며, 갤럭시 S5의 점박이 또는 갤럭시 노트 3 및 갤럭시 노트4의 가죽 질감과 같이 질감이 있을 수도 있다.
폴리카보네이트 후면 커버는 패션 및 트렌드 지향적인 사용자들 사이에서 덜 "프리미엄"으로 인식될 수 있지만, 그 유틸리티적인 강점과 기술적 이점에는 내구성 및 충격 흡수, 금속과 같은 영구적인 굽힘에 대한 더 큰 탄성, 유리처럼 깨지지 않는다는 점, 탈착식 디자인을 용이하게 한다는 점, 그리고 금속처럼 무선 신호나 무선 전원을 차단하지 않는다는 점 등이 포함된다.

### 액세서리
스마트폰용으로 다양한 액세서리가 판매되며, 여기에는 케이스, 메모리 카드, 화면보호필름, 충전기, 무선 전원 스테이션, USB 온더고 어댑터(USB 드라이브 또는 경우에 따라 HDMI 케이블을 외부 모니터에 연결하기 위한), MHL 어댑터, 추가 배터리, 보조 배터리, 헤드폰, 헤드폰-마이크 결합(예를 들어, 전화기를 귀에 대지 않고도 통화를 사적으로 할 수 있게 해주는), 그리고 블루투스 지원 액티브 스피커가 포함되어 사용자가 스마트폰의 미디어를 무선으로 들을 수 있게 한다.
케이스는 충격에 대한 적당한 보호와 긁힘에 대한 좋은 보호 기능을 제공하는 비교적 저렴한 고무 또는 부드러운 플라스틱 케이스부터 고무 패딩과 단단한 외부 쉘을 결합한 더 비싸고 견고한 케이스에 이르기까지 다양하다. 일부 케이스는 "책"과 같은 형태를 가지며, 사용자가 장치를 사용하기 위해 여는 커버가 있다. 커버가 닫히면 화면을 보호한다. 일부 "책"과 같은 케이스에는 신용 카드를 위한 추가 주머니가 있어 사람들이 지갑으로 사용할 수 있게 한다.
액세서리에는 스마트폰 제조업체가 판매하는 제품과 다른 제조업체가 만든 호환 제품이 포함된다.
그러나 애플과 같은 일부 회사들은 "탄소 발자국"을 줄이는 등의 이유로 스마트폰에 충전기를 포함하지 않기 시작했으며, 이로 인해 많은 고객들이 충전 어댑터에 추가 비용을 지불하게 되었다.

## 소프트웨어

### 모바일 운영체제
모바일 운영 체제(또는 모바일 OS)는 전화, 태블릿, 스마트워치 또는 기타 모바일 장치를 위한 운영체제이다. 전 세계적으로 안드로이드와 iOS는 사용 점유율을 기준으로 가장 많이 사용되는 두 가지 모바일 운영 체제이며, 전자는 2013년 이후 모든 장치에서 전 세계적으로 가장 많이 팔린 OS이다.
모바일 운영체제는 개인용 컴퓨터 운영체제의 기능과 모바일 또는 핸드헬드 사용에 유용한 다른 기능을 결합한다. 일반적으로 다음 기능들을 포함하며, 최신 모바일 시스템에서는 대부분 필수적인 것으로 간주된다. 터치스크린, 셀룰러, 블루투스, 와이파이 보호 액세스, 와이파이, GPS 모바일 내비게이션, 비디오 및 단일 프레임 사진 카메라, 음성 인식, 음성 녹음기, 음악 플레이어, 근거리 무선 통신, 그리고 적외선 블래스터. 2018년 1분기 기준으로 3억 8천 3백만 대 이상의 스마트폰이 판매되었으며, 85.9%는 안드로이드를, 14.1%는 iOS를 실행하고 있었고, 다른 OS를 실행하는 스마트폰은 미미한 수에 불과했다. 안드로이드만으로도 인기 있는 데스크톱 운영 체제인 윈도우보다 더 인기가 많으며, 일반적으로 스마트폰 사용(태블릿 제외)은 데스크톱 사용을 능가한다. 다른 잘 알려진 모바일 운영 체제로는 플라이미 OS와 하모니 OS가 있다.

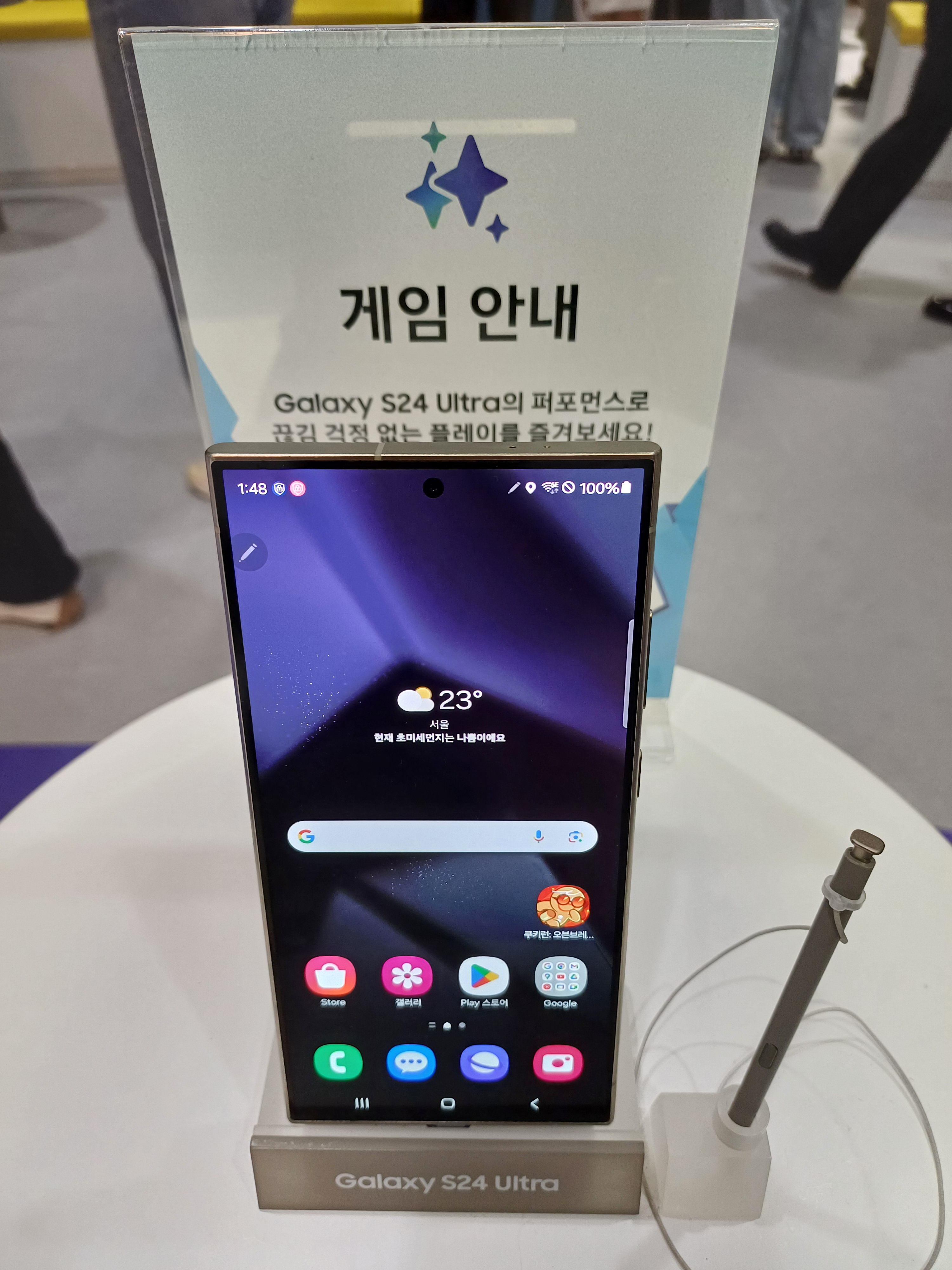
삼성 갤럭시 S24 울트라는 인공지능 기반 기능을 갖추고 있다.

모바일 통신 기능(예: 스마트폰)이 있는 모바일 장치에는 두 개의 모바일 운영 체제—메인 사용자 대면 소프트웨어 플랫폼은 라디오 및 기타 하드웨어를 작동시키는 두 번째 저수준 독점 실시간 운영체제로 보완된다. 연구에 따르면 이러한 저수준 시스템에는 악의적인 기지국이 모바일 장치에 대한 높은 수준의 제어를 얻을 수 있는 다양한 보안 취약점이 포함될 수 있다.

### 모바일 앱
모바일 앱은 스마트폰과 같은 모바일 장치에서 실행되도록 설계된 컴퓨터 프로그램이다. "앱"이라는 용어는 "소프트웨어 애플리케이션"의 약어이다.

### 앱 스토어
2008년 7월 아이폰 및 아이팟 터치를 위한 애플의 앱 스토어 도입은 단일 플랫폼에 중점을 둔 타사 애플리케이션(소프트웨어 및 컴퓨터 프로그램)의 제조사 호스팅 온라인 배포를 대중화시켰다. 비디오 게임, 음악 제품 및 비즈니스 도구를 포함하여 매우 다양한 앱이 있다. 그 전까지 스마트폰 애플리케이션 배포는 GetJar, Handango, Handmark, PocketGear와 같이 여러 플랫폼을 위한 애플리케이션을 제공하는 타사 소스에 의존했다. 앱 스토어의 성공에 따라 다른 스마트폰 제조업체들은 구글의 안드로이드 마켓(이후 구글 플레이 스토어로 이름 변경) 및 RIM의 BlackBerry App World와 같은 앱 스토어, Aptoide, Cafe Bazaar, F-Droid, GetJar, Opera Mobile Store와 같은 안드로이드 관련 앱 스토어를 출시했다. 2014년 2월, 모바일 개발자의 93%가 모바일 앱 개발을 위해 스마트폰을 최우선으로 목표로 삼았다.

## 현재 스마트폰 브랜드 목록
- 에이수스
- Gionee
- 구글 픽셀
- 하이센스
- 아너
- HTC
- 화웨이
- Infinix
- 아이폰
- iQOO
- Itel
- Lava
- 레노버
- LG
- 메이주
- 모토로라
- 노키아
- Nothing
- Nubia
- 원플러스
- 오포
- POCO
- 리얼미
- 레드미
- 삼성 갤럭시
- 샤프
- 소니 엑스페리아
- TCL
- 테크노
- 우미디지
- 비보
- 샤오미
- ZTE

## 판매량
1996년 이후 스마트폰 출하량은 긍정적인 성장을 보여왔다. 2011년 11월, 모든 사진의 27%는 카메라가 장착된 스마트폰으로 촬영되었다. 2012년 9월, 한 연구는 스마트폰 소유자 5명 중 4명이 온라인 쇼핑에 기기를 사용한다는 결론을 내렸다. 전 세계 스마트폰 판매량은 2013년 초 피처폰 판매량을 넘어섰다. 2013년 전 세계 스마트폰 출하량은 2012년의 7억 2500만 대에서 38% 증가한 10억 대를 넘어섰으며, 2012년 42%에서 2013년에는 휴대 전화 시장의 55%를 차지했다. 2013년 스마트폰 판매량은 처음으로 감소하기 시작했다. 2016년 1분기에는 처음으로 전년 대비 3% 감소했다. 이러한 상황은 중국 시장의 성숙으로 인해 발생했다. NPD 보고서에 따르면, 미국 시민 중 스마트폰에 1,000달러 이상을 지출한 사람은 10% 미만인데, 이는 대부분의 사람들에게 너무 비싸고 특별히 혁신적인 기능을 제공하지 않기 때문이며, 화웨이, 오포, 샤오미가 비슷한 기능 세트를 더 낮은 가격에 출시하고 있기 때문이라고 한다. 2019년 스마트폰 판매량은 3.2% 감소하여 스마트폰 역사상 가장 큰 감소폭을 기록했으며, 중국과 인도가 전 세계 스마트폰 판매량의 대부분을 주도한 것으로 평가되었다. 5G의 광범위한 채택이 새로운 스마트폰 판매를 촉진하는 데 도움이 될 것으로 예측된다.
2024년 1분기 글로벌 스마트폰 출하량은 7.8% 증가한 2억 8,940만 대를 기록했다. 삼성은 20.8%의 시장 점유율로 애플을 제치고 선두 스마트폰 제조업체가 되었다. 애플의 스마트폰 출하량은 10% 감소했다. 샤오미는 14.1%의 시장 점유율로 3위를 차지했다.

### 제조업체별
2011년 삼성은 전 세계에서 가장 높은 출하량 시장 점유율을 기록했으며, 애플이 그 뒤를 이었다. 2013년 삼성은 31.3%의 시장 점유율을 기록하여 2012년의 30.3%에서 소폭 상승했으며, 애플은 15.3%를 기록하여 2012년의 18.7%에서 감소했다. 화웨이, LG, 레노버는 각각 약 5%를 기록하여 2012년 수치보다 현저히 나아졌으며, 다른 업체들은 약 40%를 기록하여 전년과 비슷했다. 애플만이 시장 점유율을 잃었지만, 출하량은 여전히 12.9% 증가했다. 나머지 업체들은 출하량이 36%에서 92%까지 크게 증가했다.
2014년 1분기에는 삼성이 31%, 애플이 16%를 차지했다. 2014년 4분기에는 애플이 20.4%, 삼성이 19.9%를 차지했다. 2016년 2분기에는 삼성이 22.3%, 애플이 12.9%를 차지했다. 2017년 1분기 IDC는 삼성이 8천만 대로 1위를 차지했으며, 애플이 5080만 대, 화웨이가 3460만 대, 오포가 2550만 대, 비보가 2270만 대로 그 뒤를 이었다고 보고했다.
삼성의 모바일 사업은 애플 매출의 절반 수준이다. 애플 사업은 2013년부터 2017년까지 매우 빠르게 성장했다. 리얼미, 오포 소유의 브랜드는 2019년 2분기 이후 전 세계에서 가장 빠르게 성장하는 휴대폰 브랜드이다. 중국에서는 화웨이와 화웨이 소유의 브랜드인 아너가 합쳐서 시장 점유율의 46%를 차지하고 2019년 현재 66%의 연간 성장을 기록하고 있으며, 이는 중국 민족주의가 고조되는 가운데 이루어졌다. 2019년 삼성은 한국에서 5G 스마트폰 시장의 74%를 차지했다.

## 사용

### 현대적 사용 및 융합
터치스크린 스마트폰과 앱 스토어를 통한 모바일 앱 배포의 인기 상승은 빠르게 발전하는 네트워크, 모바일 프로세서, 저장 기술과 함께 융합을 이끌어냈다. 이로 인해 별도의 휴대폰, 개인 오거나이저, 휴대용 미디어 플레이어가 대부분의 사람들이 휴대하는 단일 기기인 스마트폰으로 대체되었다. 디지털 카메라 센서 및 기기 내 이미지 처리 소프트웨어의 발전은 점진적으로 스마트폰이 사진 및 비디오 녹화를 위한 간단한 카메라를 대체하도록 이끌었다. 스마트폰의 내장 GPS 기능과 매핑 앱은 독립형 위성 내비게이션 장치를 대부분 대체했으며, 종이 지도는 덜 보편화되었다. 스마트폰에서의 모바일 게임은 매우 인기가 많아져, 많은 사람들이 휴대용 게임 콘솔 대신 스마트폰을 사용하게 되었고, 일부 회사들은 휴대폰 하드웨어 및 소프트웨어를 기반으로 한 게임 콘솔/휴대폰 하이브리드를 만들려고 시도했다. 사람들은 유선 전화 서비스를 포기하고 스마트폰을 선호하는 경우가 많다. 음악 스트리밍 앱과 서비스는 인기가 급증하여 지상파 또는 위성 라디오로 음악 방송을 듣는 것과 같은 용도로 사용된다. 스트리밍 비디오 서비스는 스마트폰 앱을 통해 쉽게 접근할 수 있으며 텔레비전 시청을 대신할 수 있다. 사람들은 손목시계를 착용하는 대신 스마트폰으로 시간을 확인하는 경우가 많으며, 많은 사람들이 알람 시계 대신 휴대폰의 시계 기능을 사용한다. 휴대폰은 또한 디지털 노트 필기, 텍스트 편집 및 비망록 장치로 사용될 수 있으며, 컴퓨터화로 항목 검색이 용이하다.
또한, 기술적으로 덜 발달된 많은 지역에서는 스마트폰이 휴대성 덕분에 사람들의 첫 번째이자 유일한 인터넷 접속 수단이며, 개인 컴퓨터는 업무용 외에는 상대적으로 드물다. 스마트폰의 카메라는 문서를 촬영하고 이메일이나 메시지로 전송하여 팩스 기기 사용을 대체할 수 있다. 모바일 뱅킹 앱을 사용하면 사진을 찍는 것만으로 수표를 입금할 수 있어, 실물 수표를 ATM이나 은행원에게 가져갈 필요가 없다. 가이드북 앱은 종이 여행 및 레스토랑/비즈니스 가이드, 박물관 브로슈어, 전용 오디오 가이드 장비를 대체할 수 있다.

### 모바일 뱅킹 및 결제

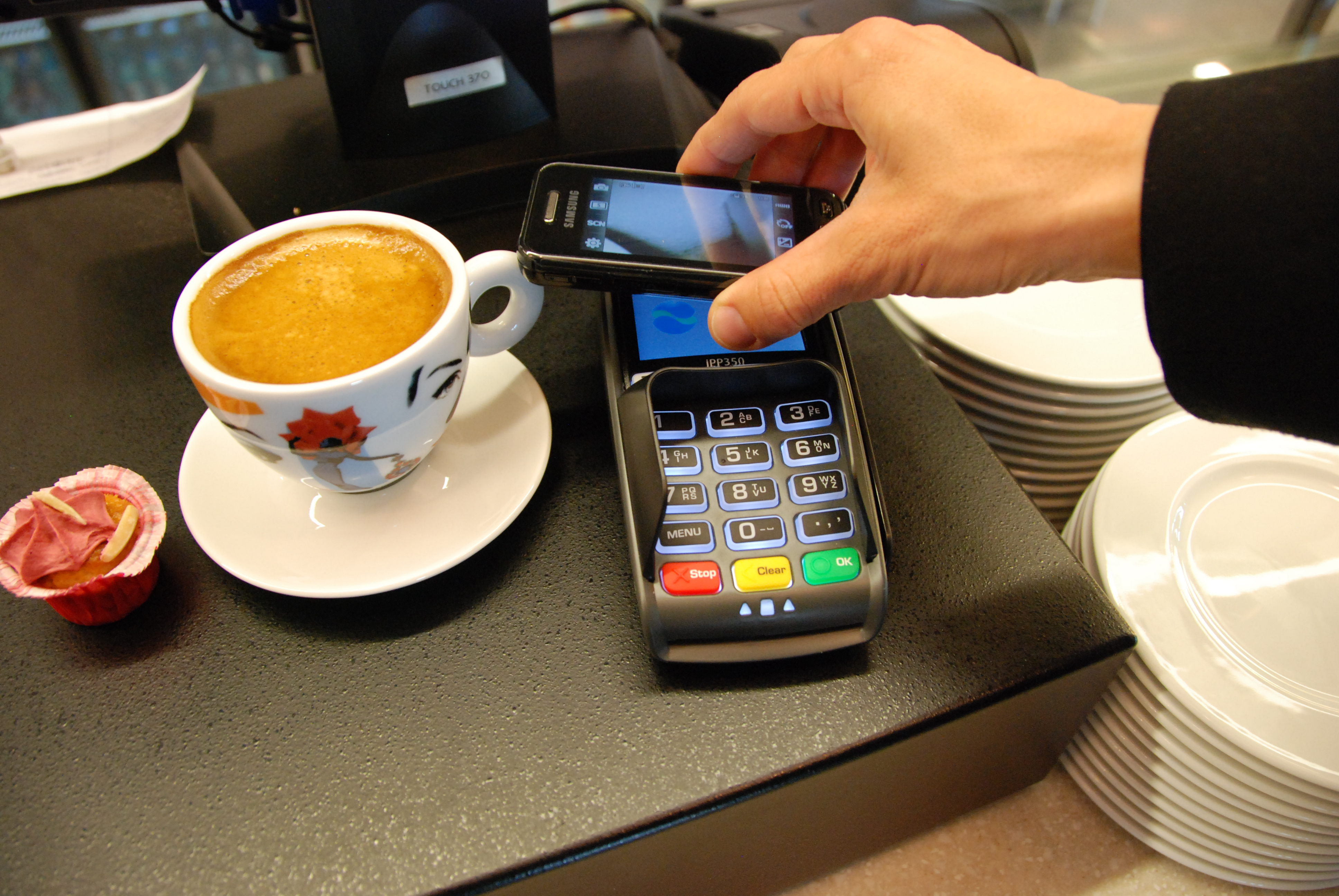
모바일 결제 시스템.

많은 국가에서 휴대폰은 모바일 뱅킹 서비스를 제공하는 데 사용되며, 여기에는 보안 SMS 문자 메시지를 통한 현금 결제 전송 기능이 포함될 수 있다. 예를 들어, 케냐의 M-PESA 모바일 뱅킹 서비스는 휴대폰 통신사 Safaricom 고객이 SIM 카드에 기록된 현금 잔액을 보유할 수 있도록 한다. 현금은 전국에 위치한 Safaricom 소매점에서 M-PESA 계좌에 입금하거나 인출할 수 있으며, 개인 간에 전자적으로 이체하고 회사에 요금을 지불하는 데 사용될 수 있다.
브랜치리스 뱅킹은 남아프리카 공화국과 필리핀에서 성공적이었다. 2011년 발리에서 국제 금융 공사와 인도네시아 은행 뱅크 만디리(Bank Mandiri)가 시범 프로젝트를 시작했다.
모바일 뱅킹 기술의 또 다른 응용 분야는 Zidisha이다. Zidisha는 미국 기반의 비영리 소액 대출 플랫폼으로, 개발도상국 주민들이 전 세계 웹 사용자로부터 소액 사업 대출을 받을 수 있도록 한다. Zidisha는 대출 지급 및 상환에 모바일 뱅킹을 사용하며, 미국 대출자의 자금을 휴대폰을 가지고 인터넷을 사용할 수 있는 아프리카 시골 지역의 대출자에게 이체한다.
모바일 결제는 1998년 핀란드 에스포의 두 대의 코카콜라 자판기가 SMS 결제를 지원하면서 처음 시도되었다. 결국 이 아이디어는 확산되었고, 1999년 필리핀은 글로브와 스마트 통신사를 통해 국내 최초의 상업용 모바일 결제 시스템을 출시했다.
일부 휴대폰은 직접 모바일 청구 방식을 통해 모바일 결제를 하거나, 휴대폰과 POS가 NFC를 지원하는 경우 비접촉 결제를 통해 결제를 할 수 있다. NFC가 장착된 휴대폰을 통한 비접촉 결제를 가능하게 하려면 제조업체, 네트워크 운영자, 소매 상인의 협력이 필요하다.

### 팩시밀리
일부 앱은 스마트폰을 통해 팩시밀리 (팩스)를 송수신할 수 있도록 하며, 문서 및 이미지 파일 포맷에서 직접 디지털로 생성된 팩시밀리 데이터(이진 이미지 그래픽으로 구성)도 포함한다.

### 영화
스마트폰과 태블릿을 이용해 영화가 점점 더 많이 만들어지고 있으며, 이로 인해 호주 시드니의 SmartFone Flick Fest를 포함한 더블린 스마트폰 영화제, 샌디에고에 기반을 둔 국제 모바일 영화제, 스페인 영화제 Cinephone – Festival Internacional de Cine con Smartphone, 아프리카 스마트폰 국제 영화제, 토론토 스마트폰 영화제, 뉴욕 모바일 영화제 등이 생겨나고 있다.

## 비판 및 문제점

### 사회적 영향

#### 제조
스마트폰의 충전식 배터리를 제조하기 위해서는 코발트와 리튬이 필요하다. 콩고 민주 공화국의 코발트 및 리튬 채굴 작업자들은 어린이들을 포함하여 코발트 수공업 채굴 중 위험한 작업 환경과 광산 터널 붕괴로 인해 부상, 절단, 사망을 겪는다. 보고서에 따르면 수천 명의 수공업 리튬 채굴자들이 안전하지 않은 환경에서 일하고 있으며, 짐바브웨에서도 아동 노동 및 광부들이 광산 붕괴로 매몰되는 사례가 보고되었고, 나미비아와 콩고 민주 공화국에서는 부패 의혹 사건이 발생했다. 2019년 소송이 코발트 채굴에 아동 노동을 사용한 혐의로 애플 및 다른 기술 회사들을 상대로 제기되었다. 2024년 법원은 이 회사들이 책임이 없다고 판결했다. 애플은 2025년까지 재활용 코발트 사용으로 전환할 것이라고 발표했다.

#### 사용
2012년 서던캘리포니아 대학교 연구에 따르면, 스마트폰 소유자 중 피임 없는 청소년 성 활동이 더 흔하다고 한다.
렌슬리어 공과대학교(RPI) 조명 연구 센터(LRC)가 수행한 연구에 따르면 스마트폰 또는 모든 백라이트 장치가 수면 주기에 심각한 영향을 미칠 수 있다고 결론지었다.
일부 사람들은 스마트폰에 심리적으로 집착하게 되어, 기기와 떨어져 있을 때 불안감을 느끼기도 한다.
"스몸비"(좀비와 "스마트폰"의 합성어)는 스마트폰을 사용하면서 걷는 사람으로, 걷는 동안 주의를 기울이지 않아 사고를 당할 위험이 있는 사회 현상이다. 느리게 걷는 스마트폰 사용자의 문제는 중국 충칭시에서 일시적으로 '모바일 보행로'를 만들게 했다. 스마트폰 사용자들의 주의 산만 문제는 아우크스부르크시가 보도에 보행자 신호등을 설치하도록 했다.

### 운전 중

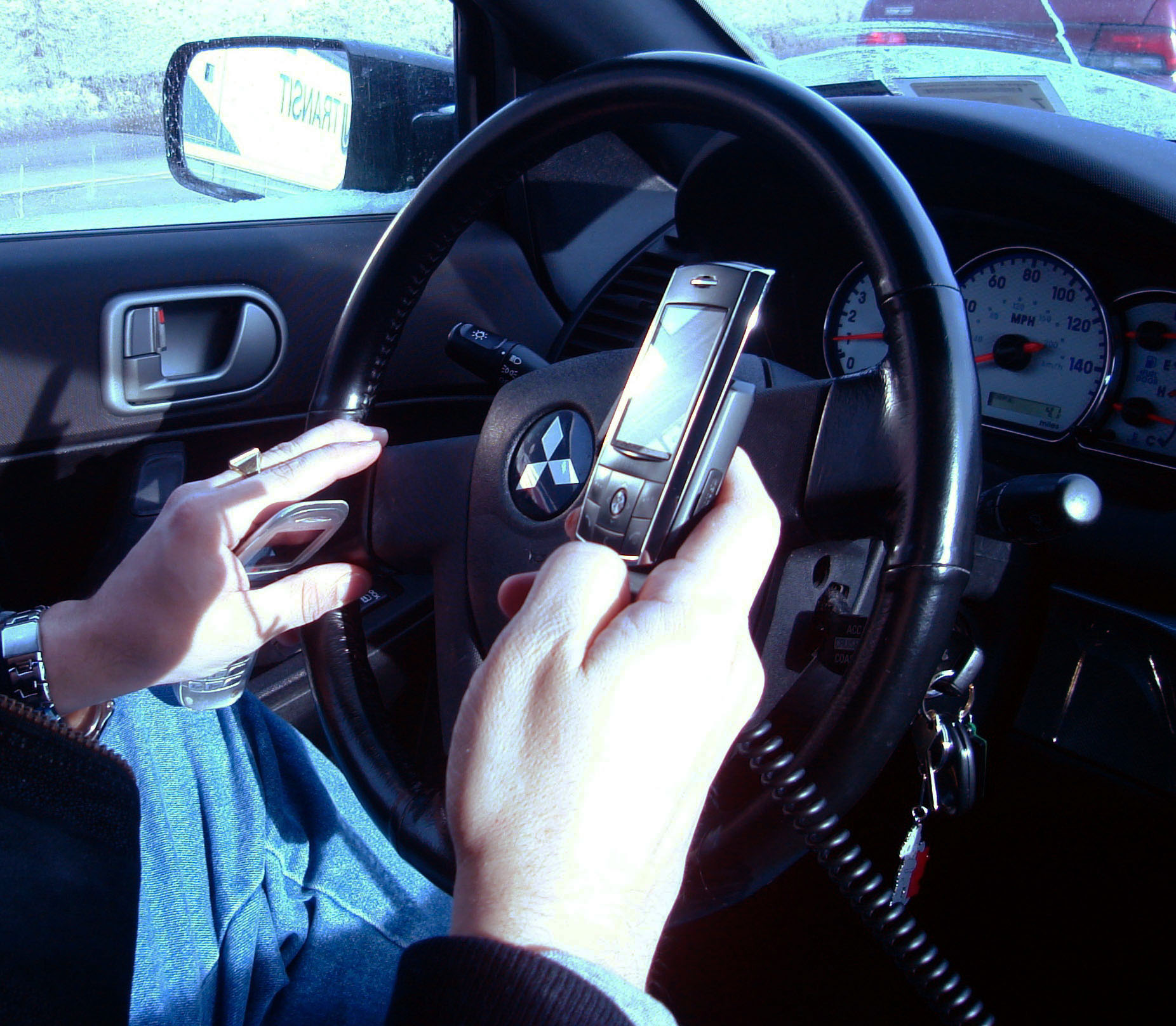
뉴욕 시 운전자가 휴대폰 두 대를 들고 있다.

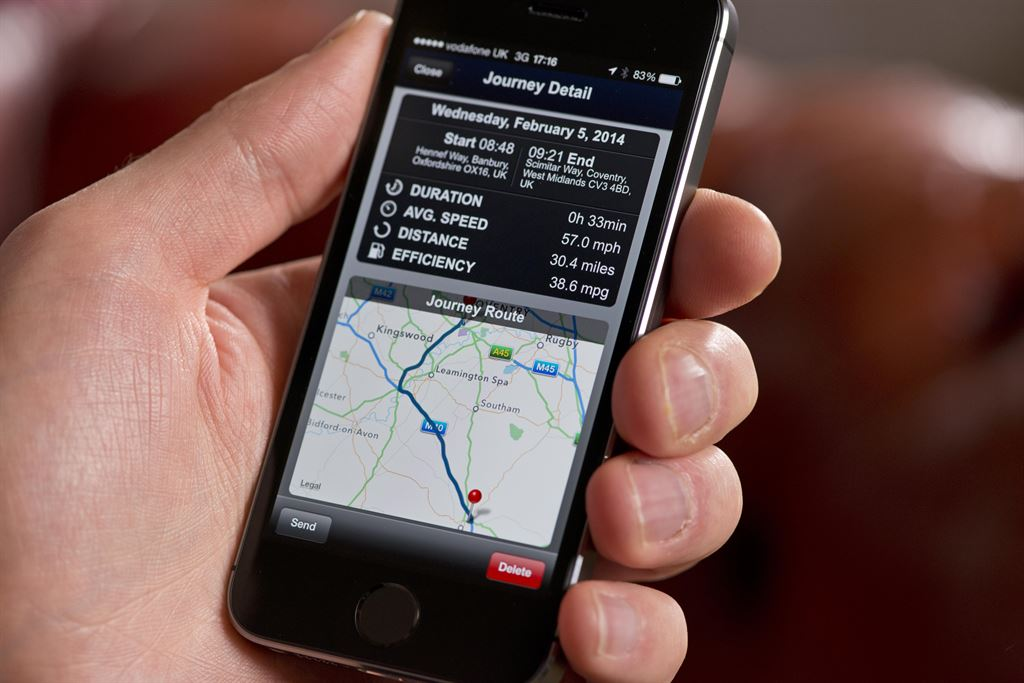
사용자가 휴대폰의 지도 앱을 참조하고 있다.

운전 중 휴대폰 사용은 통화, 문자 메시지, 미디어 재생, 웹 브라우징, 게임, 지도 앱 사용 또는 기타 휴대폰 기능 작동을 포함하며 흔히 발생하지만, 주의 분산 운전으로 인해 위험하다고 널리 간주되기 때문에 논란이 많다. 자동차를 운전하는 동안 주의가 산만해지면 사고 위험이 증가하는 것으로 나타났다. 2010년 9월, 미국 고속도로교통안전국(NHTSA)은 휴대폰으로 인해 주의가 산만해진 운전자로 인해 995명이 사망했다고 보고했다. 2011년 3월, 미국 보험 회사인 State Farm Insurance는 조사 대상 운전자의 19%가 운전 중 스마트폰으로 인터넷에 접속했다는 연구 결과를 발표했다. 많은 관할 구역에서는 운전 중 휴대폰 사용을 금지하고 있다. 이집트, 이스라엘, 일본, 포르투갈, 싱가포르에서는 휴대폰을 손에 들고 통화하거나 스피커폰을 사용하는 핸즈프리 통화 모두 금지된다. 영국과 프랑스 등 다른 국가와 많은 미국 주에서는 휴대폰을 손에 들고 통화하는 것만 금지되며, 핸즈프리 통화는 허용된다.
2011년 연구에 따르면 설문 조사 대상 대학생의 90% 이상이 운전 중 문자를 보내거나(시작, 답장 또는 읽기) 받는 것으로 나타났다.
휴대폰으로 문자 메시지를 보내면서 운전하는 것, 즉 운전 중 문자 메세지 전송의 위험성에 대한 과학 문헌은 제한적이다. 유타 대학교의 시뮬레이션 연구에서는 문자 메시지를 보낼 때 주의 분산 관련 사고가 6배 증가하는 것으로 나타났다. 스마트폰의 복잡성이 점차 증가하면서, 운전자가 기기를 사용하는 경우 어떤 용도로 사용되는지 구별하기가 법 집행관에게 더욱 어려워졌다. 이는 휴대용 및 핸즈프리 사용을 모두 금지하는 국가에서 더욱 두드러지며, 휴대용 사용만 금지하는 국가보다 심하다. 공무원들은 단순히 운전자를 보는 것만으로는 휴대폰의 어떤 기능이 사용되고 있는지 쉽게 알 수 없기 때문이다. 이로 인해 운전자가 불법적으로 통화를 하기 위해 기기를 사용하다가 적발되는 경우가 발생할 수 있지만, 사실은 합법적으로 자동차 스테레오, GPS, 내비게이션과 같은 휴대폰의 내장 컨트롤을 사용하고 있었을 수도 있다.

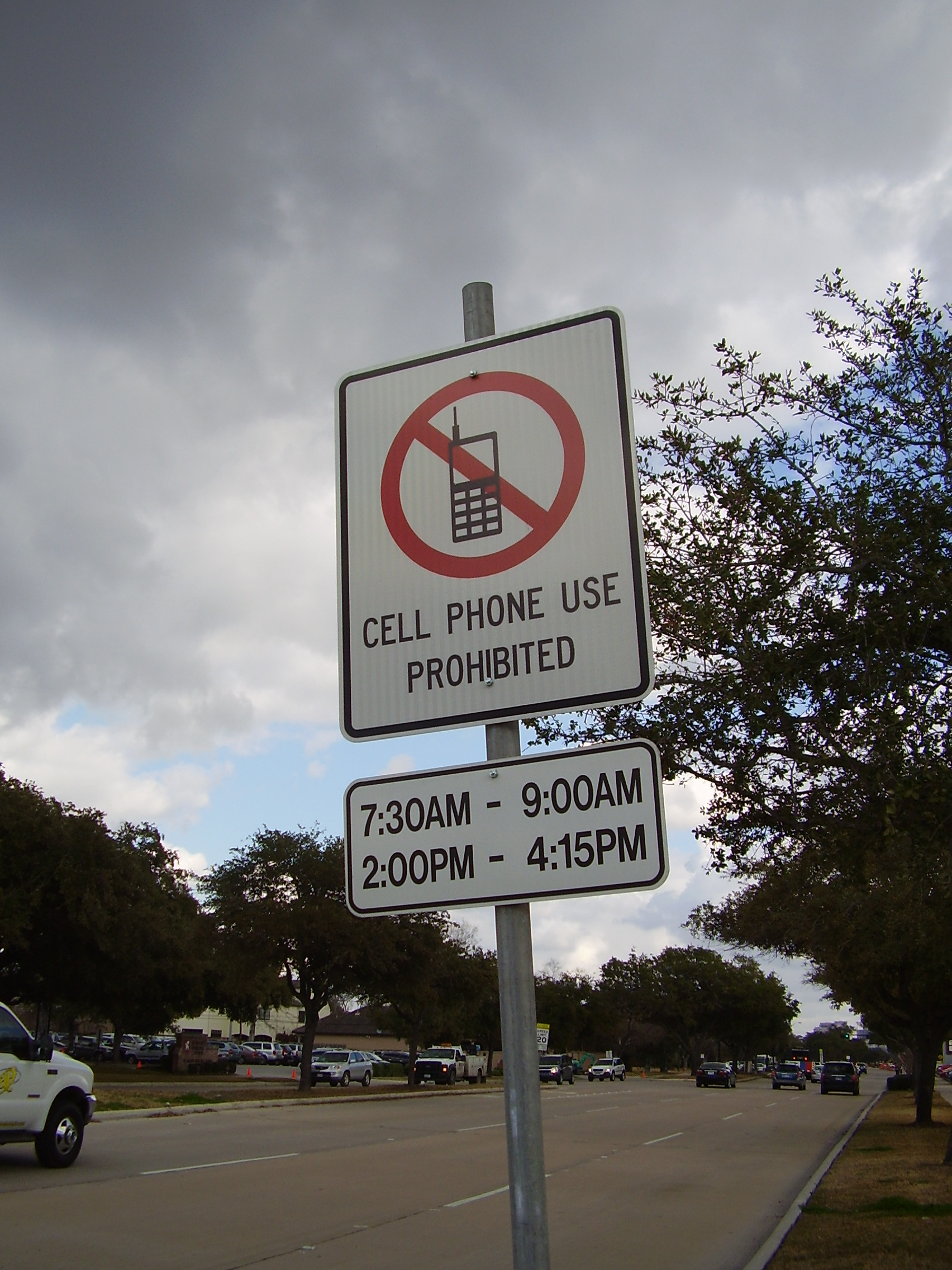
그레이터휴스턴의 Bellaire Boulevard를 따라 세워진 표지판에는 사우스사이드 플레이스에서 오전 7시 30분부터 오전 9시, 오후 2시부터 오후 4시 15분까지 운전 중 휴대폰 사용이 금지된다고 명시되어 있다.

운전자가 휴대폰으로 통화하는 데 집중하다 발생한 사고는 과속과 유사하게 과실로 기소되기 시작했다. 영국에서는 2007년 2월 27일부터 운전 중 휴대폰을 손에 들고 사용하다 적발된 운전자에게 60파운드의 벌금과 더불어 면허에 벌점 3점이 부과된다. 이 증가는 법을 무시하는 운전자의 증가를 막기 위해 도입되었다. 일본은 핸즈프리 장치 사용을 포함하여 운전 중 모든 휴대폰 사용을 금지한다. 뉴질랜드는 2009년 11월 1일부터 손에 들고 휴대폰을 사용하는 것을 금지했다. 미국 내 많은 주에서는 운전 중 휴대폰 문자 메시지 사용을 금지했다. 일리노이주는 이 법을 시행한 17번째 미국 주가 되었다. 2010년 7월 현재 30개 주가 운전 중 문자 메시지를 금지했으며, 켄터키주가 7월 15일에 가장 최근에 추가되었다.
공중 보건 법률 연구소는 미국의 운전 중 주의 산만 운전 법규 목록을 관리하고 있다. 이 법규 데이터베이스는 1992년에 최초 법규가 통과된 시점부터 2010년 12월 1일까지 50개 주와 콜럼비아 특별구에서 운전 중 모바일 기기 사용을 제한하는 법규의 조항에 대한 포괄적인 정보를 제공한다. 이 데이터 세트에는 예를 들어, 규제 활동(예: 문자 메시지 대 통화, 핸즈프리 대 핸드헬드 통화, 웹 브라우징, 게임), 대상 인구, 면제 사항 등 22개의 이분형, 연속형 또는 범주형 변수에 대한 정보가 포함되어 있다.
2010년 연구는 자전거 운전 중 휴대폰 사용 빈도와 행동 및 안전에 미치는 영향을 검토했다. 2013년 미국 전국 조사에 따르면 운전 중 휴대폰으로 인터넷에 접속했다고 보고한 운전자 수가 거의 4분의 1로 증가한 것으로 나타났다. 비엔나 대학교에서 실시한 연구는 운전 중 휴대폰 사용과 같은 부적절하고 문제가 있는 휴대폰 사용을 줄이기 위한 접근 방식을 조사했다.

### 법률
삼성과 애플 간의 "특허 전쟁"은 후자가 오리지널 갤럭시 S 안드로이드 폰이 애플의 iOS 인터페이스와 하드웨어를 모방했다고 주장하면서 시작되었다. 소니 모바일, 구글, 애플, 삼성, 마이크로소프트, 노키아, 모토로라, HTC, 화웨이, ZTE 등을 포함한 스마트폰 특허 라이선스 및 소송도 있었다. 이 분쟁은 다국적 기술 및 소프트웨어 기업 간의 더 넓은 "특허 전쟁"의 일부이다. 시장 점유율을 확보하고 늘리기 위해 특허를 부여받은 기업은 경쟁업체가 특허가 적용되는 방법을 사용하는 것을 막기 위해 소송을 제기할 수 있다. 2010년대 이후 스마트폰 및 안드로이드 및 iOS와 같은 스마트폰 운영 체제를 기반으로 하는 장치 시장에서 특허 및 디자인을 기반으로 하는 소송, 맞소송 및 무역 분쟁의 수가 크게 증가했다. 초기 소송, 맞소송, 판결, 라이선스 계약 및 기타 주요 사건은 스마트폰 시장이 2012년까지 더욱 빠르게 성장하기 시작하면서 2009년에 시작되었다.

### 의료
시장 내 모바일 의료 앱 수가 증가함에 따라, 정부 규제 기관은 이러한 애플리케이션 사용의 안전성에 대한 우려를 제기했다. 이러한 우려는 신뢰할 수 없는 의료 조언으로부터 사용자를 보호하기 위한 전 세계적인 규제 이니셔티브로 전환되었다. 최근 몇 년간 의료 전문가들의 연구 결과에 따르면, 사회에서 과도한 스마트폰 사용은 두통, 수면 장애 및 수면 부족을 초래할 수 있으며, 심각한 스마트폰 중독은 굽은 등, 근육 이완, 영양 불균형과 같은 신체 건강 문제를 유발할 수 있다.

### 인지 및 정신 건강에 미치는 영향
스마트폰 또는 스마트폰 사용이 인지 및 정신 건강에 미치는 유익하고 해로운 영향에 대한 논쟁이 있다.

### 보안
스마트폰 악성 소프트웨어는 안전하지 않은 앱 스토어를 통해 쉽게 배포된다. 종종 악성 소프트웨어는 합법적인 앱의 불법 복제 버전에 숨겨져 있다가 제3자 앱 스토어를 통해 배포된다. 악성 소프트웨어의 위험은 "업데이트 공격"에서도 발생한다. 이는 합법적인 애플리케이션이 나중에 악성 소프트웨어 구성 요소를 포함하도록 변경되고, 사용자가 앱이 업데이트되었다는 알림을 받을 때 설치하는 경우이다. 또한, 2012년 미국에서 발생한 강도 사건 3건 중 1건은 휴대폰 절도와 관련이 있었다. 온라인 청원에서는 스마트폰 제조업체에 기기에 킬 스위치를 설치할 것을 촉구했다. 2014년, 애플의 "나의 아이폰 찾기"와 구글의 "안드로이드 기기 관리자"는 분실 또는 도난당한 휴대폰의 데이터를 찾고, 비활성화하고, 지울 수 있다. OS 버전 10.3.2의 블랙베리 프로텍트(BlackBerry Protect)를 사용하면 잘못 인증되거나 계정에서 분리된 경우 블랙베리 자체 운영 체제 복구 도구로도 기기를 복구할 수 없도록 만들 수 있다.
2013년부터 2016년까지 유출된 문서(Vault 7)에는 미국 중앙정보국(CIA)의 전자 감시 및 사이버 전쟁 능력이 자세히 설명되어 있으며, 대부분의 스마트폰(IOS 및 안드로이드 포함) 운영 체제를 손상시킬 수 있는 능력도 포함되어 있다. 2021년, 언론인과 연구자들은 민간 기업이 개발하고 배포한 페가수스라는 스파이웨어가 IOS 및 안드로이드 스마트폰을 감염시키는 데 사용될 수 있고 실제로 사용되었으며, 종종 제로데이 익스플로잇을 통해 사용자 상호 작용이나 사용자에게 특별한 단서 없이도 감염될 수 있고, 데이터를 유출하고, 사용자 위치를 추적하고, 카메라를 통해 영상을 캡처하고, 언제든지 마이크를 활성화하는 데 사용될 수 있다는 사실을 발견했다고 보도했다. 인기 있는 안드로이드 변형을 실행하는 스마트폰의 데이터 트래픽 분석 결과, 이 pre-installed software에 의해 상당한 양의 기본 데이터 수집 및 공유가 이루어지고 있었으며, 이는 선택 해제가 불가능했다.
모바일 기기 보안 가이드라인은 NIST 및 기타 여러 기관에서 발행했다. 개인 대면 회의를 진행할 때, 최소한 한 곳에서는 사용자가 스마트폰을 끄고 배터리를 분리해야 한다고 권장한다.

### 수면
밤늦게 스마트폰을 사용하면 멜라토닌 수치와 수면 주기에 영향을 미치는 청색광과 밝은 화면 때문에 수면을 방해할 수 있다. 이러한 문제를 완화하기 위해 안드로이드용 여러 앱과 탈옥된 아이폰용 f.lux 소프트웨어를 통해 낮 시간대에 화면의 색온도를 따뜻한 색조로 변경하여 청색광의 양을 줄이는 "야간 모드" 기능이 제공되었다. iOS 9.3는 "Night Shift"로 알려진 유사한 시스템 수준 기능을 통합했다. 여러 안드로이드 장치 제조업체는 야간 모드를 안드로이드의 표준 기능으로 만들려는 구글의 초기 주저함을 우회하여 다양한 이름으로 하드웨어에 소프트웨어를 포함시켰고, 안드로이드 오레오가 호환되는 장치용 OS에 이 기능을 추가하기 전이었다.
일부 사용자에게는 휴대폰 사용, 특히 잠자리에 들기 전의 사용에 대한 중독이 "ego depletion"으로 이어질 수 있다는 이론도 제기되었다. 많은 사람들이 휴대폰을 알람 시계로도 사용하는데, 이는 수면 부족으로 이어질 수도 있다.

## 전용 디지털 카메라의 대체
2010년대가 시작되면서 전용 콤팩트 카메라의 판매량은 급격히 감소했는데, 이는 휴대폰 카메라가 충분한 대리 카메라 역할을 한다고 인식되었기 때문이다.
휴대폰의 컴퓨팅 파워 증가는 빠른 이미지 처리와 고해상도 촬영을 가능하게 했으며, 2011년에는 1080p 풀 HD를 달성하고 2013년에는 2160p 4K의 장벽을 넘어섰다.
그러나 디자인 및 공간 제한으로 인해 스마트폰은 저렴한 콤팩트 카메라에도 있는 몇 가지 기능이 부족하다. 여기에는 거의 중단 없는 작동을 위한 핫 스와핑 가능한 메모리 카드 및 배터리, 초점 조절 및 촬영, 줌을 위한 물리적 버튼과 노브, 볼트 나사 삼각대 마운트, 스마트폰의 LED 플래시라이트보다 밝은 축전기 충전 제논 플래시, 그리고 핸드헬드 촬영 중 더 안정적인 고정을 위한 인체공학적 그립(더 긴 노출 시간을 가능하게 함)이 포함된다. 전용 카메라는 더 넓은 공간을 가질 수 있으므로 더 큰 이미지 센서를 수용하고 광학 줌 기능을 제공한다.
2010년대 후반부터 스마트폰 제조업체들은 광학 줌 부족을 제한적으로 우회하기 위해 고정 배율 수준의 추가 후면 카메라를 통합하고 있다.

## 수명

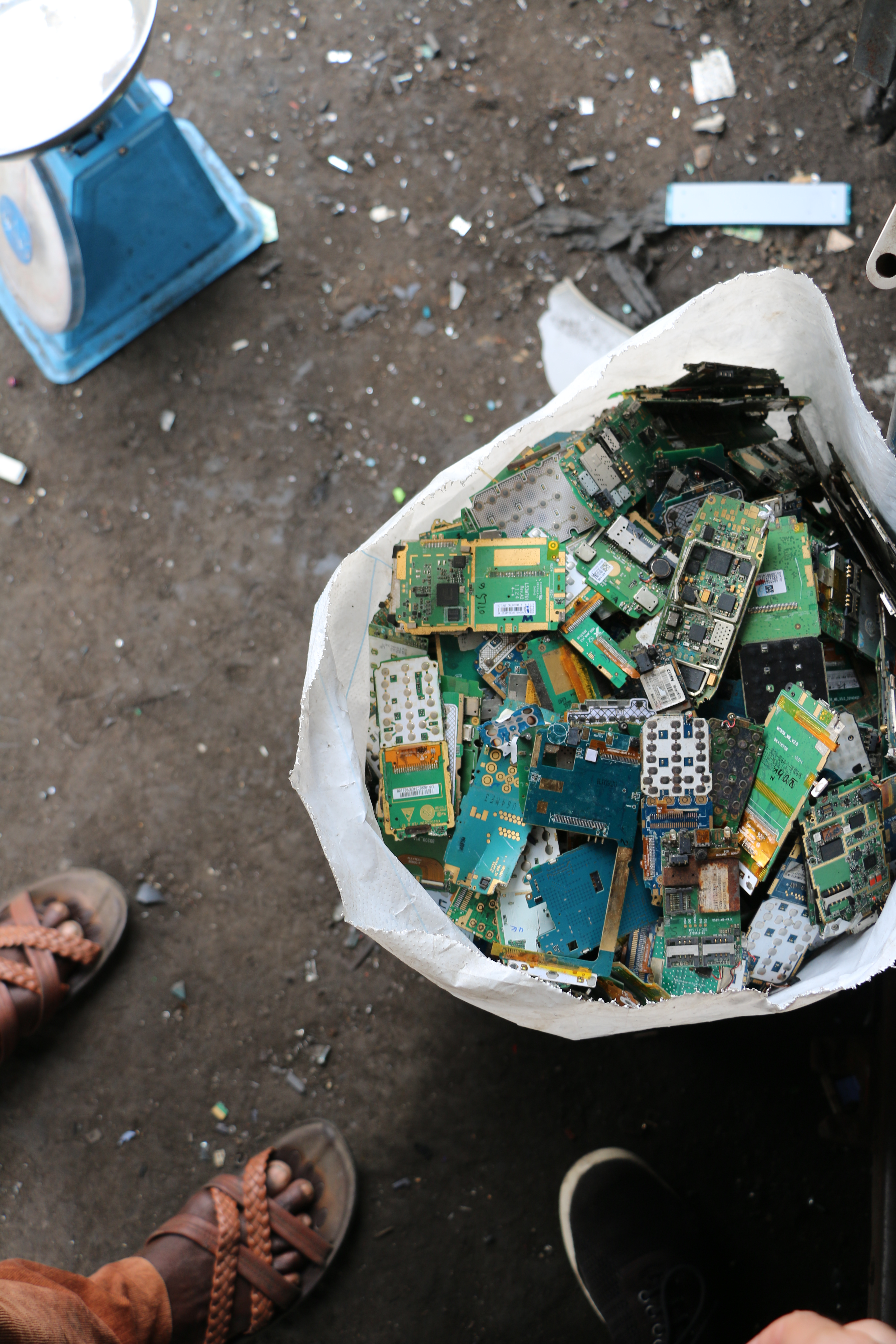
전자 폐기물이 있는 아그보그블로시

2010년대 하반기 이후 출시된 휴대폰의 작동 수명은 일반적으로 교체 불가능하도록 설계된 내장 배터리에 의해 제한된다. 배터리의 수명은 전원이 공급되는 장치의 사용 강도에 따라 달라지며, 활동(오래 사용) 및 더 많은 에너지를 요구하는 작업은 배터리를 더 일찍 소모시킨다.
리튬 이온 및 리튬 폴리머 배터리, 즉 휴대용 전자 기기에 일반적으로 전원을 공급하는 배터리는 완전 충전 및 깊은 방전 주기에서 더 많이 마모되며, 방전된 상태로 장시간 사용하지 않으면 자가 방전으로 인해 유해한 방전 깊이에 도달할 수 있다.
제조업체들은 수리 후 일부 스마트폰이 작동하지 못하도록 구성 요소의 고유 일련 번호를 장치와 연결하여 교체 후 불일치가 발생하면 작동을 거부하거나 일부 기능을 비활성화하도록 방지했다. 일련 번호 잠금은 2015년 아이폰 6에서 처음 문서화되었는데, "홈" 버튼 교체가 감지되면 작동 불능 상태가 된다. 이후 애플과 삼성 스마트폰에서는 공급업체가 승인하지 않은 배터리 교체가 감지되면 일부 기능이 제한되었다.

## 같이 보기
- 스마트폰 침투율에 따른 나라 목록
- 휴대 전화
- 스마트폰 비교
- 폴더블 스마트폰
- 스마트북
- 아이폰
- 피처폰
- 정보 기기
- 모바일 VoIP
- 패블릿
- 컴퓨터